# 全日本大学駅伝対校選手権大会
秩父宮賜杯 全日本大学駅伝対校選手権大会（ちちぶのみやしはい ぜんにほんだいがくえきでんたいこうせんしゅけんたいかい）は、1970年より毎年秋に開催される、日本全国の男子大学生チームを対象とした競技大会。日本の大学駅伝チームの日本一を決める大会で、各大学種目のインカレに相当する大会である。
全国の男子の大学駅伝としては、1月2・3日開催の箱根駅伝（初開催1920年）と、スポーツの日開催の出雲駅伝（初開催1989年）と共に大学三大駅伝の一つとされる。
通称は「伊勢路」、「神宮駅伝」とも。

## 沿革と特徴の概略
愛知県名古屋市熱田区の熱田神宮西門前から、三重県伊勢市の伊勢神宮内宮宇治橋前までの間の8区間106.8kmで争われる。優勝校には、秩父宮賜杯が贈られる。開催日は毎年11月第1日曜日。
国際千葉駅伝の日本学生選抜への代表選考会も兼ねて開かれていた時期もあった。
1970年ごろ、箱根駅伝へ出場できない大学、特に東海学生陸上競技連盟の梅村淸明が中心となり、全国大会を開催しようという気運が盛り上がっていた。又同年は、朝日新聞名古屋本社が第二次世界大戦後の新聞復刊20周年という節目で、その記念行事を仕切っていた波藤雅明が学生時代に東海学生陸上競技連盟に所属しており、この動きを察知して東海学連と朝日新聞社を結びつけたことにより、この大会が東海地区で実施されることとなった。

### 沿革
- 1970年：3月に第1回大会を全20校で実施。なお、コース設定は1937年から1948年まで開催されていた東海学生駅伝競走大会（参宮駅伝）で使用されていたものをなぞっている。
- 1971年：開催時期を1月中旬実施に変更。
- 1979年：前半後半の2部制を一本化する。
- 1988年：開催時期を11月第1日曜日実施に変更。この年に限り1月・11月と2回開催されている。出場校を23校に増枠。
- 1990年：代表枠の変動制を導入を発表。次年度枠から適用（詳細は#代表枠数の変遷を参照）。アイビーリーグ選抜のオープン参加招待で全24チームに（1997年まで）。
- 1999年：出場校を25校＋連合チームのオープン参加に増枠。
- 2001年：前年度成績上位6チームにシード出場権を与えることを開始。
- 2006年：東海学連選抜がオープン参加し全26チームに。
- 2011年：東日本大震災の被災地支援の一環として東北学連選抜がオープン参加し今大会のみ全27チームに。
- 2013年：代表枠の変動制のルールが変更される。
- 2014年：
  - この年の出雲駅伝が台風の影響に伴い中止となったため、例年出雲駅伝の上位3校に与えられる次大会のシード権が今大会の上位3校に与えられる措置を取った[2]。
  - 区間エントリーのルール変更され大会当日の朝に区間エントリーされた選手と補欠選手の差し替えが3人まで認められる（区間エントリーした選手の区間変更は認められない）
- 2015年：学生の長距離部門における選手の育成・強化として全日本大学選抜がオープン参加し全27チームに。
- 2018年：26年振りの区間距離改正が行われ8区以外の区間距離が変更。シード出場枠が8チームに拡大。全日本大学選抜を日本学連選抜に名称を変更。
- 2020年：新型コロナウイルス感染拡大防止のため、日本・東海学連選抜のオープン参加の編成を中止し、今大会は25校での実施。また、関東・関西地区の予選会は中止となり書類選考で選出された。

### 主催・協賛
- 主催は日本学生陸上競技連合・朝日新聞社・テレビ朝日・名古屋テレビ放送（以下「メ〜テレ」と記載[注 2]）の4団体。
- 2019年の第51回大会からは長谷工グループが特別協賛[3]。1982年の第13回大会から1985年の第16回大会までは日本ゴム、1987年の第18回大会から2002年の第34回大会まではオリエントコーポレーション[注 3]、2003年の第35回大会から2008年の第40回大会までは積水ハウス、2009年の第41回大会から2018年の第50回大会まではJAバンク[注 4]が特別協賛となっていた。また、車両協力にトヨタ自動車（2011年の第43回大会から復帰。過去にはマツダ・三菱自動車・フォルクスワーゲンが車両協力となっていた）、ほかにオービックビジネスコンサルタント（勘定奉行名義）・興和・タカミヤ・森永製菓（inゼリー名義）も協力（過去に東芝・日本テレコム・三菱UFJリース・みずほ証券・エームサービス・ナブテスコも協力した）。

## 出場チームと出場選手

### 出場チーム
オープン参加を除く参加チームは25チーム（第31回より）。このうちシード校以外は、前大会の成績をもとに地区別に定数が割り当てられ、各地区学連が出場校を選考、日本学生陸上競技連合に推薦して出場校が決定する。選考方法は各学連に一任されており、様々な形式の選考会（駅伝・長距離ロードレースなど）を行ったうえで選出している。
現行（第57回）の選考会は、以下の通り。
| 地区（出場枠数）   | 選考会大会名                                                 | 種目                 | 選考方法                             |
| ------------------ | ------------------------------------------------------------ | -------------------- | ------------------------------------ |
| 北海道地区 （1）   | 北海道知事杯北海道大学駅伝対校選手権大会                     | 駅伝 （8区間96.1km） | 優勝校のみ                           |
| 東北地区 （1）     | 東北学生長距離対校選手権大会                                 | 10000m               | 8名の合計タイム 優勝校のみ           |
| 関東地区 （7）     | 全日本大学駅伝対校選手権大会関東学生陸上競技連盟推薦校選考会 | 10000m               | 8名の合計タイム 上位7校              |
| 北信越地区 （1）   | 全日本大学駅伝対校選手権大会北信越地区選考会                 | 10000m               | 10名中上位8名の合計タイム 優勝校のみ |
| 東海地区 （2）     | 全日本大学駅伝対校選手権大会東海地区選考会                   | 10000m               | 8名の合計タイム 上位2校              |
| 関西地区 （3）     | 全日本大学駅伝対校選手権大会・関西学連出場大学選考会         | 10000m               | 10名中上位8名の合計タイム 上位3校    |
| 中国四国地区 （1） | 全日本大学駅伝対校選手権大会中国四国地区選考会               | 10000m               | 10名中上位8名の合計タイム 優勝校のみ |
| 九州地区 （1）     | 全日本大学駅伝対校選手権大会九州地区選考会                   | 10000m               | 10名中上位8名の合計タイム 優勝校のみ |

枠の割り振り方の変遷は、以下の通り。
第22回まで
地区別の枠は固定されており、変更なし。
第23回～第44回
前回大会の結果をもとに、枠の増減を行う。

複数枠（2枠以上）地区の中の比較で最低成績を出した地区は、次回の出場枠を1枠失う。減らした1枠分は増枠対象地区に割り当てる。増枠対象地区の選定は、同一大会での1枠地区の中で最上位であった順位と、前回に減枠になった地区（全体の枠数を見直した直後は対象なしとなる）の中での最上位順位を比較し、上位だった方に増枠分を割り当てる。
第45回～
枠増減のルールを変更することで、増減がよりダイナミックに（前年の成績をよりストレートに反映する形で）行われるようになった。
- シード枠 - 前回大会上位成績の大学にシード権を与える。

校数：6　→　8（第51回以降）
- 基本枠 - 全8地区に1枠ずつ配分する。
- 成績枠 - 前回大会でのシード枠外の上位のチームから順番に、該当チームの所属地区に配分する。ただし、一つの地区からの出場枠は最大15枠であるため、シード枠・基本枠・成績枠を全て合計して15枠に到達した地区は、それ以上の割り当ては行わず、更に下位の学校が所属する地区に割り当て権が繰り下げられる。

校数：11　→　9（第51回以降）
歴代の枠数の変遷は以下の通り。
以下の表では枠数が前年比で減少した地区・区分は▼で、増加した地区・区分は△で表す。（枠数の見直し時は除く）
| 回 | 年   | 総数   | シード | 北海道 | 東北 | 関東 | 北信越 | 東海 | 関西 | 中四国 | 九州 | OP | |
| -- | ---- | ------ | ------ | ------ | ---- | ---- | ------ | ---- | ---- | ------ | ---- | -- | --- |
| 1  | 1970 | 20     | -      | 1      | 1    | 6    | 1      | 3    | 4    | 1      | 3    | -  | - 20代表制で第1回大会を実施。 |
| 20 | 1988 | 23     | -      | 1      | 1    | 9    | 1      | 3    | 4    | 1      | 3    | -  | - 関東枠を3校増やし23代表制に。 |
| 22 | 1990 | 24     | -      | 1      | 1    | 9    | 1      | 3    | 4    | 1      | 3    | 1  | - 代表枠に前年度成績による変動制を導入（次大会より）。 - アイビーリーグ選抜の招待（オープン参加）を開始。24チーム制に。                             |
| 23 | 1991 | 24     | -      | 1      | 1    | 9    | 1      | 3    | 4    | 2△     | 2▼   | 1  | |
| 24 | 1992 | 24     | -      | 1      | 1    | 9    | 1      | 3    | 3▼   | 2      | 3△   | 1  | |
| 25 | 1993 | 24     | -      | 1      | 1    | 9    | 1      | 2▼   | 4△   | 2      | 3    | 1  | |
| 26 | 1994 | 24     | -      | 1      | 1    | 9    | 1      | 3△   | 4    | 2      | 2▼   | 1  | |
| 27 | 1995 | 24     | -      | 1      | 1    | 9    | 1      | 3    | 4    | 2△▼    | 2    | 1  | - 九州の1減1増により結果的に変更なし |
| 28 | 1996 | 24     | -      | 1      | 1    | 9    | 1      | 3    | 3▼   | 2      | 3△   | 1  | |
| 29 | 1997 | 24     | -      | 1      | 1    | 9    | 1      | 2▼   | 4△   | 2      | 3    | 1  | |
| 30 | 1998 | 23     | -      | 1      | 1    | 9    | 1      | 3△   | 3▼   | 2      | 3    | -  | - アイビーリーグ選抜招待を廃止。23チーム制に。 |
| 31 | 1999 | 25     | -      | 1      | 1    | 11   | 1      | 2▼   | 4△   | 2      | 3    | -  | - 枠数見直し。関東枠を2校増やし25代表制に。 |
| 32 | 2000 | 25     | -      | 1      | 1    | 11   | 1      | 3△   | 3▼   | 2      | 3    | -  | - 前年度大会の上位6校をシード校として出場権を与える制度を次大会から導入。                                                                           |
| 33 | 2001 | 25     | 6      | 1      | 1    | 6    | 1      | 3    | 3    | 2      | 2▼   | -  | - 枠数を見直し。関東の枠数が5校減（シード獲得分を含めると実質1校増）                                                                                |
| 34 | 2002 | 25     | 6      | 1      | 1    | 6    | 1      | 3    | 2▼   | 2      | 3△   | -  | |
| 35 | 2003 | 25     | 6      | 1      | 1    | 6    | 1      | 2▼   | 3△   | 2      | 3    | -  | - 関東1校が棄権（最下位扱い） |
| 36 | 2004 | 25     | 6      | 1      | 2△   | 5▼   | 1      | 2    | 3    | 2      | 3    | -  | |
| 37 | 2005 | 25     | 6      | 1      | 2    | 7    | 1      | 1    | 4    | 2      | 1    | -  | - 枠数を見直し（前回成績による枠数増減ルールの適用はなし）。                                                                                        |
| 38 | 2006 | 26     | 6      | 1      | 1▼   | 7    | 1      | 1    | 4    | 2      | 2△   | 1  | - 東海学連選抜がオープン参加で出場。全26チーム制に。                                                                                                |
| 39 | 2007 | 26     | 6      | 1      | 1    | 6    | 1      | 2    | 3    | 2      | 3    | 1  | - 枠数を見直し（前回成績による枠数増減ルールの適用はなし）。 - 今後は3年おきに定数見直しを行う方針となった。                                        |
| 40 | 2008 | 26     | 6      | 1      | 1    | 6    | 2△     | 2    | 3    | 1▼     | 3    | 1  | |
| 41 | 2009 | 26     | 6      | 1      | 2△   | 6    | 1▼     | 2    | 3    | 1      | 3    | 1  | |
| 42 | 2010 | 26     | 6      | 1      | 2    | 6    | 1      | 2    | 3    | 1      | 3    | 1  | - 枠数を見直し（前回成績による枠数増減ルールの適用はなし）。                                                                                        |
| 43 | 2011 | 27     | 6      | 2△     | 1▼   | 6    | 1      | 2    | 3    | 1      | 3    | 2  | - 今大会のみ東北学連選抜がオープン参加で出場。全27チームに。                                                                                        |
| 44 | 2012 | 26     | 6      | 1▼     | 1    | 6    | 2△     | 2    | 3    | 1      | 3    | 1  | - 前回成績による枠増加地区は、前回同着の北信越と中四国との抽選により北信越に決定。                                                                  |
| 45 | 2013 | 基本枠 | 6      | 1      | 1    | 1    | 1      | 1    | 1    | 1      | 1    | 1  | - 出場枠決定方法の見直し - 全国8地区に基本枠を1枠ずつ配分 - 前年度6位以内の大学にシード権 - 前年度7 - 17位の大学の所属地区に成績枠11枠を配分。      |
| 45 | 2013 | 成績枠 | -      | -      | -    | 6    | -      | 1    | 3    | -      | 1    | -  | - 出場枠決定方法の見直し - 全国8地区に基本枠を1枠ずつ配分 - 前年度6位以内の大学にシード権 - 前年度7 - 17位の大学の所属地区に成績枠11枠を配分。      |
| 45 | 2013 | 26     | 6      | 1      | 1    | 7△   | 1▼     | 2    | 4△   | 1      | 2▼   | 1  | - 出場枠決定方法の見直し - 全国8地区に基本枠を1枠ずつ配分 - 前年度6位以内の大学にシード権 - 前年度7 - 17位の大学の所属地区に成績枠11枠を配分。      |
| 46 | 2014 | 26     | 6      | 1      | 1    | 8△   | 1      | 1▼   | 5△   | 1      | 1▼   | 1  | - 上位3校には本大会に加え、2015年の第27回出雲駅伝のシード権も与えられる。                                                                           |
| 47 | 2015 | 27     | 6      | 1      | 1    | 9△   | 1      | 1    | 4▼   | 1      | 1    | 2  | - 全日本大学選抜がオープン参加で出場。全27チームに。                                                                                                |
| 48 | 2016 | 27     | 6      | 1      | 1    | 9    | 1      | 1    | 4    | 1      | 1    | 2  | - 関西学院大学の出場辞退により、関西大学が出場。 |
| 49 | 2017 | 27     | 6      | 1      | 1    | 9    | 1      | 2△   | 3▼   | 1      | 1    | 2  | |
| 50 | 2018 | 27     | 6      | 1      | 1    | 9    | 1      | 2    | 3    | 1      | 1    | 2  | |
| 51 | 2019 | 基本枠 | 8△     | 1      | 1    | 1    | 1      | 1    | 1    | 1      | 1    | 2  | - 出場枠決定方法の変更。 - 前年度8位以内の大学にシード権 (2増 /6校から8校に) - 前年度9-17位の大学の所属地区に成績枠9枠を配分 (2減 /11校から9校に)。 |
| 51 | 2019 | 成績枠 | -      | -      | -    | 6    | -      | 1    | 2    | -      | -    | -  | - 出場枠決定方法の変更。 - 前年度8位以内の大学にシード権 (2増 /6校から8校に) - 前年度9-17位の大学の所属地区に成績枠9枠を配分 (2減 /11校から9校に)。 |
| 51 | 2019 | 27     | 8△     | 1      | 1    | 7▼   | 1      | 2    | 3    | 1      | 1    | 2  | - 出場枠決定方法の変更。 - 前年度8位以内の大学にシード権 (2増 /6校から8校に) - 前年度9-17位の大学の所属地区に成績枠9枠を配分 (2減 /11校から9校に)。 |
| 52 | 2020 | 25     | 8      | 1      | 1    | 7    | 1      | 1▼   | 4△   | 1      | 1    | -  | - 新型コロナウイルス感染拡大防止のため、日本・東海学連選抜は編成せず。                                                                              |
| 53 | 2021 | 27     | 8      | 1      | 1    | 7    | 1      | 2△   | 3▼   | 1      | 1    | 2  | |
| 54 | 2022 | 27     | 8      | 1      | 1    | 7    | 1      | 2    | 3    | 1      | 1    | 2  | |
| 55 | 2023 | 27     | 8      | 1      | 1    | 7    | 1      | 1▼   | 4△   | 1      | 1    | 2  | |
| 56 | 2024 | 27     | 8      | 1      | 1    | 7    | 1      | 2△   | 3▼   | 1      | 1    | 2  | - シード校は2025年3月16日開催の「EXPO駅伝」の出場権を獲得                                                                                           |
| 57 | 2025 | 27     | 8      | 1      | 1    | 7    | 1      | 2    | 3    | 1      | 1    | 2  | |
| 回 | 年   | 総数   | シード | 北海道 | 東北 | 関東 | 北信越 | 東海 | 関西 | 中四国 | 九州 | OP | |

- OPはオープン参加を表す。

### 出場選手
チームエントリー
例年、10月中旬に各チームはチームエントリーを行い出場予定選手（最大16人）を登録する。
メンバーエントリー
第45回まで
競技前日に各区間を走行するメンバーエントリー（区間登録選手8人・補員3人）を行い、区間オーダーが決定される。ただし体調不良などの理由により、区間登録選手から補員登録選手に当日変更される場合がある（診断書が必要）。
第46回以降
競技3日前に各区間を担当するメンバー（区間登録選手8人・補員5人）をエントリーする。ただし、診断書がなくても区間登録選手から補員登録選手への当日変更が3人まで可能。ただし、区間登録選手の出走区間の変更はできない。

## コース
（スタート）熱田神宮西門前→（ゴール）伊勢神宮内宮宇治橋前　全8区間・106.8km

### コースの特徴
- 前半は橋などによる小刻みなアップダウンが多く、後半はほぼフラットなコース。長・短距離を絡めた区間設定のため、他の大会と比べると選手層の豊富さが求められる。
- 交通量が多い国道23号線の交通事情の関係により、各中継所での繰り上げスタートは、先頭が通過してから第1 - 4中継所で10分、第5 - 7中継所で15分である。2011年まではこのルールは厳格には適用されておらず、走者が中継所の直前に迫っている場合は規定の時間が経過しても繰り上げスタートを行わず、タスキリレーを待つ場合があった。
- 第9回大会までは近畿日本鉄道の踏切によって分断される区間を挟んで前半と後半に分けて実施し、総合成績は前半と後半を通算したものであった。1979年にこの踏切が連続立体交差化によって解消され、初めて一本のレースとして実施された。
- 2018年の第50回記念大会からは、ルート自体は維持しながら、中継所の場所を変更したことで、8区を除き、走行距離が大幅に変更された[8]そのため、8区以外の区間記録及び総合記録は、第50回記念大会のものを新規の記録とし、第49回以前の総合記録は参考記録として扱うこととなった。

変更前後の各区間の距離は以下の通り。
| 区間 | 変更前 | 変更後 | 差       |
| ---- | ------ | ------ | -------- |
| 1区  | 14.6km | 09.5km | －5.1km  |
| 2区  | 13.2km | 11.1km | －2.1km  |
| 3区  | 09.5km | 11.9km | ＋2.4km  |
| 4区  | 14.0km | 11.8km | －2.2km  |
| 5区  | 11.6km | 12.4km | ＋0.8km  |
| 6区  | 12.3km | 12.8km | ＋0.5km  |
| 7区  | 11.9km | 17.6km | ＋5.7km  |
| 8区  | 19.7km | 19.7km | 変更なし |

### 第50回（2018年）からのコース

#### 1区（9.5km）
熱田神宮西門前 → 愛知県・名古屋市港区藤前（ファーストカーゴ前）
- 熱田神宮前を8:05に一斉スタートした後、名古屋市内のビル群から抜け、名四国道をひたすら西へと向かう。庄内新川橋を渡れば、すぐに第1中継所が見えてくる。全8区間の中で唯一愛知県内のみ走る区間である。
- 全区間中最も距離が短い9.5kmというスピード区間である。一方で、高架や橋など小刻みなアップダウンも多く、2区以降の流れを左右する、駆け引きと対応力が求められる重要な区間となる。
- 各校共にどの選手を走らせるのか戦略性が求められ、最短区間ということから1年生ないし駅伝初出走の選手で凌いで2区へと繋ぐ大学、スピードはありながらも距離に不安のある選手を投入する大学、他の駅伝でも1区を務めることが多いスターターを起用する大学など、起用される選手は各校によって様々である。

| 区間歴代10傑（第50回大会以降） | 区間歴代10傑（第50回大会以降） | 区間歴代10傑（第50回大会以降） | 区間歴代10傑（第50回大会以降） | 区間歴代10傑（第50回大会以降） | 区間歴代10傑（第50回大会以降） |
| 位                             | タイム                         | 氏名                           | 所属                           | 学年                           | 年次・順位                     |
| ------------------------------ | ------------------------------ | ------------------------------ | ------------------------------ | ------------------------------ | ------------------------------ |
| 1                              | 26分58秒                       | ピーター・ワンジル             | 大東文化大学                   | 2年                            | 第54回（2022年）・区間賞       |
| 2                              | 27分05秒                       | 佐藤条二                       | 駒澤大学                       | 1年                            | 第53回（2021年）・区間賞       |
| 2                              | 27分05秒                       | 吉居大和                       | 中央大学                       | 2年                            | 第53回（2021年）・区間2位      |
| 4                              | 27分06秒                       | 島﨑慎愛                       | 國學院大学                     | 4年                            | 第53回（2021年）・区間3位      |
| 5                              | 27分07秒                       | 三浦龍司                       | 順天堂大学                     | 1年                            | 第52回（2020年）・区間賞       |
| 6                              | 27分08秒                       | 目片将大                       | 青山学院大学                   | 4年                            | 第54回（2022年）・区間2位      |
| 7                              | 27分10秒                       | 砂岡拓磨                       | 城西大学                       | 3年                            | 第52回（2020年）・区間2位      |
| 7                              | 27分10秒                       | 志貴勇斗                       | 青山学院大学                   | 2年                            | 第53回（2021年）・区間4位      |
| 9                              | 27分13秒                       | 加藤淳                         | 駒澤大学                       | 4年                            | 第52回（2020年）・区間3位      |
| 9                              | 27分13秒                       | 千守倫央                       | 中央大学                       | 4年                            | 第54回（2022年）・区間3位      |

#### 2区（11.1km）
名古屋市港区藤前 → 三重県・桑名市長島（長島スポーツランド前）
- 愛知県から三重県へと舞台を移す2区は2番目に短い11.1km。
- スタート後の、日光川大橋とラストの木曽川大橋のアップダウン以外はほぼフラットな区間である。
- 2番目に短い距離ながら、1区で出遅れたチームにとっては流れを変えるのに重要な区間であるため、スピードランナーなどエース級の選手が投入されやすい傾向がある。また、1区であまり差が付かないことからごぼう抜きが起こりやすい。

| 区間歴代10傑（第50回大会以降） | 区間歴代10傑（第50回大会以降） | 区間歴代10傑（第50回大会以降） | 区間歴代10傑（第50回大会以降） | 区間歴代10傑（第50回大会以降） | 区間歴代10傑（第50回大会以降） |
| 位                             | タイム                         | 氏名                           | 所属                           | 学年                           | 年次・順位                     |
| ------------------------------ | ------------------------------ | ------------------------------ | ------------------------------ | ------------------------------ | ------------------------------ |
| 1                              | 31分01秒                       | 佐藤圭汰                       | 駒澤大学                       | 2年                            | 第55回（2023年）・区間賞       |
| 2                              | 31分04秒                       | 鶴川正也                       | 青山学院大学                   | 4年                            | 第56回（2024年）・区間賞       |
| 3                              | 31分05秒                       | 吉田響                         | 創価大学                       | 4年                            | 第56回（2024年）・区間2位      |
| 4                              | 31分09秒                       | 黒田朝日                       | 青山学院大学                   | 2年                            | 第55回（2023年）・区間2位      |
| 5                              | 31分11秒                       | 前田和摩                       | 東京農業大学                   | 1年                            | 第55回（2023年）・区間3位      |
| 6                              | 31分12秒                       | 葛西潤                         | 創価大学                       | 4年                            | 第54回（2022年）・区間賞       |
| -                              | 31分13秒                       | 佐藤圭汰                       | 駒澤大学                       | 1年                            | 第54回（2022年）・区間2位      |
| 7                              | 31分17秒                       | 伊藤達彦                       | 東京国際大学                   | 4年                            | 第51回（2019年）・区間賞       |
| 8                              | 31分20秒                       | 山口智規                       | 早稲田大学                     | 2年                            | 第55回（2023年）・区間4位      |
| 9                              | 31分24秒                       | 川瀬翔矢                       | 皇學館大学                     | 4年                            | 第52回（2020年）・区間賞       |
| 10                             | 31分27秒                       | 三浦龍司                       | 順天堂大学                     | 3年                            | 第54回（2022年）・区間3位      |
| 10                             | 31分27秒                       | アモス・ベット                 | 東京国際大学                   | 1年                            | 第55回（2023年）・区間5位      |

#### 3区（11.9km）
桑名市長島 → 四日市市羽津（霞ケ浦緑地前）
- スタートしてすぐに揖斐長良大橋を渡るが、それ以外は小刻みなアップダウンが続くものの、ほぼフラットな区間である。
- 2区同様、まだ前が見えやすい状態であり、2区までに出遅れたチームにとっては流れを変えるのに、また上位のチームも良い流れを崩さずに前半の締めくくりとなる4区まで繋ぐ必要性のある重要な区間であり、距離はそれほど長くないが、前半のエース区間と位置付けられる傾向が強い。

| 区間歴代10傑（第50回大会以降） | 区間歴代10傑（第50回大会以降） | 区間歴代10傑（第50回大会以降） | 区間歴代10傑（第50回大会以降） | 区間歴代10傑（第50回大会以降） | 区間歴代10傑（第50回大会以降） |
| 位                             | タイム                         | 氏名                           | 所属                           | 学年                           | 年次・順位                     |
| ------------------------------ | ------------------------------ | ------------------------------ | ------------------------------ | ------------------------------ | ------------------------------ |
| 1                              | 32分46秒                       | イェゴン・ヴィンセント         | 東京国際大学                   | 3年                            | 第53回（2021年）・区間賞       |
| 2                              | 33分01秒                       | 相澤晃                         | 東洋大学                       | 4年                            | 第51回（2019年）・区間賞       |
| 3                              | 33分20秒                       | ヴィクター・キムタイ           | 城西大学                       | 2年                            | 第55回（2023年）・区間賞       |
| 4                              | 33分21秒                       | ジョセフ・ラジニ               | 拓殖大学                       | 3年                            | 第53回（2021年）・区間2位      |
| -                              | 33分22秒                       | ヴィクター・キムタイ           | 城西大学                       | 3年                            | 第56回（2024年）・区間賞       |
| 5                              | 33分39秒                       | 篠原倖太朗                     | 駒澤大学                       | 3年                            | 第55回（2023年）・区間2位      |
| 5                              | 33分39秒                       | 伊藤蒼唯                       | 駒澤大学                       | 3年                            | 第56回（2024年）・区間2位      |
| 7                              | 33分42秒                       | 中谷雄飛                       | 早稲田大学                     | 3年                            | 第52回（2020年）・区間賞       |
| 8                              | 33分45秒                       | 塩澤稀夕                       | 東海大学                       | 4年                            | 第52回（2020年）・区間2位      |
| 9                              | 33分46秒                       | 中村唯翔                       | 青山学院大学                   | 2年                            | 第52回（2020年）・区間3位      |
| 10                             | 33分48秒                       | 石原翔太郎                     | 東海大学                       | 3年                            | 第54回（2022年）・区間賞       |

| 区間日本人歴代10傑（第50回大会以降） | 区間日本人歴代10傑（第50回大会以降） | 区間日本人歴代10傑（第50回大会以降） | 区間日本人歴代10傑（第50回大会以降） | 区間日本人歴代10傑（第50回大会以降） | 区間日本人歴代10傑（第50回大会以降） |
| 位                                   | タイム                               | 氏名                                 | 所属                                 | 学年                                 | 年次・順位                           |
| ------------------------------------ | ------------------------------------ | ------------------------------------ | ------------------------------------ | ------------------------------------ | ------------------------------------ |
| 1                                    | 33分01秒                             | 相澤晃                               | 東洋大学                             | 4年                                  | 第51回（2019年）・区間賞             |
| 2                                    | 33分39秒                             | 篠原倖太朗                           | 駒澤大学                             | 3年                                  | 第55回（2023年）・区間2位            |
| 2                                    | 33分39秒                             | 伊藤蒼唯                             | 駒澤大学                             | 3年                                  | 第56回（2024年）・区間2位            |
| 4                                    | 33分42秒                             | 中谷雄飛                             | 早稲田大学                           | 3年                                  | 第52回（2020年）・区間賞             |
| 5                                    | 33分45秒                             | 塩澤稀夕                             | 東海大学                             | 4年                                  | 第52回（2020年）・区間2位            |
| 6                                    | 33分46秒                             | 中村唯翔                             | 青山学院大学                         | 2年                                  | 第52回（2020年）・区間3位            |
| 7                                    | 33分48秒                             | 石原翔太郎                           | 東海大学                             | 3年                                  | 第54回（2022年）・区間賞             |
| 8                                    | 33分52秒                             | 佐藤一世                             | 青山学院大学                         | 3年                                  | 第54回（2022年）・区間2位            |
| 9                                    | 33分54秒                             | 鳥飼悠生                             | 帝京大学                             | 4年                                  | 第52回（2020年）・区間4位            |
| 10                                   | 33分55秒                             | 岸本大紀                             | 青山学院大学                         | 3年                                  | 第53回（2021年）・区間3位            |

#### 4区（11.8km）
四日市市羽津 → 鈴鹿市林崎（ファミリーマート鈴鹿林崎町店前）
- 全区間で最もアップダウンが多く、コースへの適応力が求められる。
- 繋ぎ区間ではあるが、前半を締めくくり、後半へと繋ぐ流れが必要となる区間でもある。

| 区間歴代10傑（第50回大会以降） | 区間歴代10傑（第50回大会以降） | 区間歴代10傑（第50回大会以降） | 区間歴代10傑（第50回大会以降） | 区間歴代10傑（第50回大会以降） | 区間歴代10傑（第50回大会以降） |
| 位                             | タイム                         | 氏名                           | 所属                           | 学年                           | 年次・順位                     |
| ------------------------------ | ------------------------------ | ------------------------------ | ------------------------------ | ------------------------------ | ------------------------------ |
| 1                              | 33分03秒                       | 黒田朝日                       | 青山学院大学                   | 3年                            | 第56回（2024年）・区間賞       |
| 2                              | 33分16秒                       | 石原翔太郎                     | 東海大学                       | 1年                            | 第52回（2020年）・区間賞       |
| 3                              | 33分23秒                       | 太田直希                       | 早稲田大学                     | 3年                            | 第52回（2020年）・区間2位      |
| 4                              | 33分34秒                       | 野村優作                       | 順天堂大学                     | 2年                            | 第52回（2020年）・区間3位      |
| 5                              | 33分41秒                       | 山川拓馬                       | 駒澤大学                       | 1年                            | 第54回（2022年）・区間賞       |
| 5                              | 33分41秒                       | 斎藤将也                       | 城西大学                       | 3年                            | 第56回（2024年）・区間2位      |
| 7                              | 33分44秒                       | 横田俊吾                       | 青山学院大学                   | 4年                            | 第54回（2022年）・区間2位      |
| 7                              | 33分44秒                       | 谷中晴                         | 駒澤大学                       | 1年                            | 第54回（2024年）・区間3位      |
| 9                              | 33分48秒                       | 塩尻和也                       | 順天堂大学                     | 4年                            | 第50回（2018年）・区間賞       |
| 10                             | 33分54秒                       | 西田壮志                       | 東海大学                       | 3年                            | 第51回（2019年）・区間賞       |
| 10                             | 33分54秒                       | 岩見秀哉                       | 青山学院大学                   | 4年                            | 第52回（2020年）・区間4位      |
| 10                             | 33分54秒                       | 前田義弘                       | 東洋大学                       | 2年                            | 第52回（2020年）・区間4位      |

#### 5区（12.4km）
鈴鹿市林崎 → 津市河芸（ザ・ビッグエクストラ津河芸店前）
- ここからの2区間が、長い距離となる7区、8区に向けて、良い流れを作るための繋ぎ区間となる。
- 序盤はフラット、中盤以降は下り基調となり、スピードが出やすい反面、天候が良ければ気温が急上昇する。
- 1区同様、1年生や初めて駅伝を出走する選手が投入されやすい区間となっている。
- 大会全体を通しての中間点（53.4km）はこの区間にある。

| 区間歴代10傑（第50回大会以降） | 区間歴代10傑（第50回大会以降） | 区間歴代10傑（第50回大会以降） | 区間歴代10傑（第50回大会以降） | 区間歴代10傑（第50回大会以降） | 区間歴代10傑（第50回大会以降） |
| 位                             | タイム                         | 氏名                           | 所属                           | 学年                           | 年次・順位                     |
| ------------------------------ | ------------------------------ | ------------------------------ | ------------------------------ | ------------------------------ | ------------------------------ |
| 1                              | 35分18秒                       | 吉田響                         | 創価大学                       | 3年                            | 第55回（2023年）・区間賞       |
| 2                              | 35分35秒                       | 野中恒亨                       | 國學院大学                     | 2年                            | 第56回（2024年）・区間賞       |
| 3                              | 35分41秒                       | スティーブン・ムチーニ         | 創価大学                       | 2年                            | 第56回（2024年）・区間2位      |
| 4                              | 35分47秒                       | 佐藤一世                       | 青山学院大学                   | 1年                            | 第52回（2020年）・区間賞       |
| 5                              | 35分50秒                       | 青木瑠郁                       | 國學院大学                     | 1年                            | 第54回（2022年）・区間賞       |
| 6                              | 35分56秒                       | 伊藤蒼唯                       | 駒澤大学                       | 2年                            | 第55回（2023年）・区間2位      |
| -                              | 35分57秒                       | 佐藤一世                       | 青山学院大学                   | 2年                            | 第53回（2021年）・区間賞       |
| 7                              | 36分00秒                       | 篠原倖太朗                     | 駒澤大学                       | 2年                            | 第54回（2022年）・区間2位      |
| 8                              | 36分02秒                       | 酒井亮太                       | 駒澤大学                       | 2年                            | 第52回（2020年）・区間2位      |
| 9                              | 36分05秒                       | 野村優作                       | 順天堂大学                     | 3年                            | 第53回（2021年）・区間2位      |
| 10                             | 36分06秒                       | 青木祐人                       | 國學院大学                     | 4年                            | 第51回（2019年）・区間賞       |

| 区間日本人歴代10傑（第50回大会以降） | 区間日本人歴代10傑（第50回大会以降） | 区間日本人歴代10傑（第50回大会以降） | 区間日本人歴代10傑（第50回大会以降） | 区間日本人歴代10傑（第50回大会以降） | 区間日本人歴代10傑（第50回大会以降） |
| 位                                   | タイム                               | 氏名                                 | 所属                                 | 学年                                 | 年次・順位                           |
| ------------------------------------ | ------------------------------------ | ------------------------------------ | ------------------------------------ | ------------------------------------ | ------------------------------------ |
| 1                                    | 35分18秒                             | 吉田響                               | 創価大学                             | 3年                                  | 第55回（2023年）・区間賞             |
| 2                                    | 35分35秒                             | 野中恒亨                             | 國學院大学                           | 2年                                  | 第56回（2024年）・区間賞             |
| 3                                    | 35分47秒                             | 佐藤一世                             | 青山学院大学                         | 1年                                  | 第52回（2020年）・区間賞             |
| 4                                    | 35分50秒                             | 青木瑠郁                             | 國學院大学                           | 1年                                  | 第54回（2022年）・区間賞             |
| 5                                    | 35分56秒                             | 伊藤蒼唯                             | 駒澤大学                             | 2年                                  | 第55回（2023年）・区間2位            |
| ‐                                    | 35分57秒                             | 佐藤一世                             | 青山学院大学                         | 2年                                  | 第53回（2021年）・区間賞             |
| 6                                    | 36分00秒                             | 篠原倖太朗                           | 駒澤大学                             | 2年                                  | 第54回（2022年）・区間2位            |
| 7                                    | 36分02秒                             | 酒井亮太                             | 駒澤大学                             | 2年                                  | 第52回（2020年）・区間2位            |
| 8                                    | 36分05秒                             | 野村優作                             | 順天堂大学                           | 3年                                  | 第53回（2021年）・区間2位            |
| 9                                    | 36分06秒                             | 青木祐人                             | 國學院大学                           | 4年                                  | 第51回（2019年）・区間賞             |
| 10                                   | 36分07秒                             | 藤曲寛人                             | 順天堂大学                           | 4年                                  | 第51回（2019年）・区間2位            |

#### 6区（12.8km）
津市河芸 → 津市藤方（ベイスクエア津ラッツ）
- 津市内を走行するコース。
- ほぼフラットなコースであり、全区間を通じて走りやすい区間である。
- 5区同様、繋ぎ区間ではあるが、優勝争いする大学にとっては、力のある選手を6区に配置する。
- 走りやすい区間であるが故に、チームの絶対的エースながらコンディションが万全ではない選手が他のエース区間を回避して起用されるケースもある。

| 区間歴代10傑（第50回大会以降） | 区間歴代10傑（第50回大会以降） | 区間歴代10傑（第50回大会以降） | 区間歴代10傑（第50回大会以降） | 区間歴代10傑（第50回大会以降） | 区間歴代10傑（第50回大会以降） |
| 位                             | タイム                         | 氏名                           | 所属                           | 学年                           | 年次・順位                     |
| ------------------------------ | ------------------------------ | ------------------------------ | ------------------------------ | ------------------------------ | ------------------------------ |
| 1                              | 36分47秒                       | 山本歩夢                       | 國學院大学                     | 4年                            | 第56回（2024年）・区間賞       |
| 2                              | 37分01秒                       | 吉居大和                       | 中央大学                       | 3年                            | 第54回（2022年）・区間賞       |
| 3                              | 37分09秒                       | 西澤侑真                       | 順天堂大学                     | 4年                            | 第54回（2022年）・区間2位      |
| 4                              | 37分12秒                       | 丹所健                         | 東京国際大学                   | 3年                            | 第53回（2021年）・区間賞       |
| 5                              | 37分16秒                       | 安原太陽                       | 駒澤大学                       | 4年                            | 第55回（2023年）・区間賞       |
| 6                              | 37分21秒                       | 中村唯翔                       | 青山学院大学                   | 4年                            | 第54回（2022年）・区間3位      |
| 7                              | 37分22秒                       | 長田駿佑                       | 東海大学                       | 3年                            | 第52回（2020年）・区間賞       |
| 8                              | 37分24秒                       | 白石光星                       | 青山学院大学                   | 4年                            | 第56回（2024年）・区間2位      |
| 9                              | 37分26秒                       | 郡司陽大                       | 東海大学                       | 4年                            | 第51回（2019年）・区間賞       |
| 10                             | 37分27秒                       | 大保海士                       | 明治大学                       | 4年                            | 第52回（2020年）・区間2位      |

#### 7区（17.6km）
津市藤方 → 松阪市豊原町（JAみえなか前）
- 松阪市内を縦断するコース。コースは全体的にフラットであるが、長い距離を走った残り1kmで、上り坂とアップダウンが控えている。
- 第50回大会から8区間中2番目に長い距離となり、重要性が格段と増した。
- 長い距離のため、8区同様に前との距離があっても大逆転する可能性もあり、大黒柱の選手が投入される傾向が強く、場合によっては8区よりも7区にエース級の選手が投入されることもある。
- 中位校・下位校にとっては最後まで母校の襷を繋ぐためにはこの区間が正念場となる。

| 区間歴代10傑（第50回大会以降） | 区間歴代10傑（第50回大会以降） | 区間歴代10傑（第50回大会以降） | 区間歴代10傑（第50回大会以降） | 区間歴代10傑（第50回大会以降） | 区間歴代10傑（第50回大会以降） |
| 位                             | タイム                         | 氏名                           | 所属                           | 学年                           | 年次・順位                     |
| ------------------------------ | ------------------------------ | ------------------------------ | ------------------------------ | ------------------------------ | ------------------------------ |
| 1                              | 49分38秒                       | 田澤廉                         | 駒澤大学                       | 4年                            | 第54回（2022年）・区間賞       |
| 2                              | 49分52秒                       | 近藤幸太郎                     | 青山学院大学                   | 4年                            | 第54回（2022年）・区間2位      |
| 3                              | 49分57秒                       | 篠原倖太朗                     | 駒澤大学                       | 4年                            | 第56回（2024年）・区間賞       |
| 4                              | 50分07秒                       | 太田蒼生                       | 青山学院大学                   | 4年                            | 第56回（2024年）・区間2位      |
| 4                              | 50分07秒                       | 平林清澄                       | 國學院大学                     | 4年                            | 第56回（2024年）・区間2位      |
| 6                              | 50分21秒                       | パトリック・マゼンゲ・ワンブィ | 日本大学                       | 4年                            | 第50回（2018年）・区間賞       |
| -                              | 50分36秒                       | 田澤廉                         | 駒澤大学                       | 3年                            | 第53回（2021年）・区間賞       |
| 7                              | 50分37秒                       | フィリップ・ムルワ             | 創価大学                       | 4年                            | 第54回（2022年）・区間3位      |
| -                              | 50分54秒                       | 近藤幸太郎                     | 青山学院大学                   | 3年                            | 第53回（2021年）・区間2位      |
| -                              | 50分58秒                       | 平林清澄                       | 國學院大学                     | 2年                            | 第54回（2022年）・区間4位      |
| -                              | 51分07秒                       | 平林清澄                       | 國學院大学                     | 3年                            | 第55回（2023年）・区間賞       |
| 8                              | 51分11秒                       | 馬場賢人                       | 立教大学                       | 3年                            | 第56回（2024年）・区間4位      |
| 9                              | 51分12秒                       | 湯浅仁                         | 中央大学                       | 4年                            | 第55回（2023年）・区間2位      |
| 10                             | 51分13秒                       | 鈴木芽吹                       | 駒澤大学                       | 4年                            | 第55回（2023年）・区間3位      |

| 区間日本人歴代10傑（第50回大会以降） | 区間日本人歴代10傑（第50回大会以降） | 区間日本人歴代10傑（第50回大会以降） | 区間日本人歴代10傑（第50回大会以降） | 区間日本人歴代10傑（第50回大会以降） | 区間日本人歴代10傑（第50回大会以降） |
| 位                                   | タイム                               | 氏名                                 | 所属                                 | 学年                                 | 年次・順位                           |
| ------------------------------------ | ------------------------------------ | ------------------------------------ | ------------------------------------ | ------------------------------------ | ------------------------------------ |
| 1                                    | 49分38秒                             | 田澤廉                               | 駒澤大学                             | 4年                                  | 第54回（2022年）・区間賞             |
| 2                                    | 49分52秒                             | 近藤幸太郎                           | 青山学院大学                         | 4年                                  | 第54回（2022年）・区間2位            |
| 3                                    | 49分57秒                             | 篠原倖太朗                           | 駒澤大学                             | 4年                                  | 第56回（2024年）・区間賞             |
| 4                                    | 50分07秒                             | 太田蒼生                             | 青山学院大学                         | 4年                                  | 第56回（2024年）・区間2位            |
| 4                                    | 50分07秒                             | 平林清澄                             | 國學院大学                           | 4年                                  | 第56回（2024年）・区間2位            |
| -                                    | 50分36秒                             | 田澤廉                               | 駒澤大学                             | 3年                                  | 第53回（2021年）・区間賞             |
| -                                    | 50分54秒                             | 近藤幸太郎                           | 青山学院大学                         | 3年                                  | 第53回（2021年）・区間2位            |
| -                                    | 50分58秒                             | 平林清澄                             | 國學院大学                           | 2年                                  | 第54回（2022年）・区間4位            |
| -                                    | 51分07秒                             | 平林清澄                             | 國學院大学                           | 3年                                  | 第55回（2023年）・区間賞             |
| 6                                    | 51分11秒                             | 馬場賢人                             | 立教大学                             | 3年                                  | 第56回（2024年）・区間4位            |
| 7                                    | 51分12秒                             | 湯浅仁                               | 中央大学                             | 4年                                  | 第55回（2023年）・区間2位            |
| 8                                    | 51分13秒                             | 鈴木芽吹                             | 駒澤大学                             | 4年                                  | 第55回（2023年）・区間3位            |
| 9                                    | 51分17秒                             | 神林勇太                             | 青山学院大学                         | 4年                                  | 第52回（2020年）・区間賞             |
| 10                                   | 51分18秒                             | 伊藤大志                             | 早稲田大学                           | 2年                                  | 第54回（2022年）・区間5位            |

#### 8区（19.7km）
松阪市豊原町 → 伊勢神宮内宮宇治橋前
- 全区間の約5分の1を当区間で占める最長区間。
- 各校共にエースが揃う大会最後の区間にして最大のハイライト区間で、第50回大会以降も唯一コース変更がない区間である。
- 7区の距離延長に伴い、従来のエース級の選手に加えてスタミナ型の選手も投入されやすい。
- トップ独走なら20km弱丸々ウイニングロードになるが、第27回大会では早稲田大の渡辺康幸が、中央大の松田和宏から1分31秒遅れてスタートしながら、大逆転劇を演じたことがある。
- 優勝争いだけではなくシード権争いでも逆転劇が起きるケースもある。第39回大会では、山梨学院大のメクボ・ジョブ・モグスが6位（シード権ライン）の日大と4分10秒もの大差をつけられてスタートしたにもかかわらず、立命館大、大東文化大、拓殖大、城西大、順天堂大、中央学院の順にかわしゴール直前でついに日大をとらえ、6位でゴールを果たしたこともある。また第42回大会では、6位と1分36秒差でスタートした東海大の村澤明伸、6位と2分14秒差でスタートした日本大のガンドゥ・ベンジャミンがそれぞれ5位、4位に浮上しシード権を獲得するなど、圧倒的なエースの活躍によって大会の結果が大いに左右される区間である。
- アンカー勝負の鍵を握るのが伊勢神宮手前の上り坂。

| 区間歴代10傑（第22回大会以降） | 区間歴代10傑（第22回大会以降） | 区間歴代10傑（第22回大会以降） | 区間歴代10傑（第22回大会以降） | 区間歴代10傑（第22回大会以降） | 区間歴代10傑（第22回大会以降） |
| 位                             | タイム                         | 氏名                           | 所属                           | 学年                           | 年次・順位                     |
| ------------------------------ | ------------------------------ | ------------------------------ | ------------------------------ | ------------------------------ | ------------------------------ |
| 1                              | 55分32秒                       | メクボ・ジョブ・モグス         | 山梨学院大学                   | 3年                            | 第39回（2007年）・区間賞       |
| -                              | 56分31秒                       | メクボ・ジョブ・モグス         | 山梨学院大学                   | 2年                            | 第38回（2006年）・区間賞       |
| 2                              | 56分42秒                       | ガンドゥ・ベンジャミン         | 日本大学                       | 2年                            | 第42回（2010年）・区間賞       |
| 3                              | 56分43秒                       | ドミニク・ニャイロ             | 山梨学院大学                   | 2年                            | 第48回（2016年）・区間賞       |
| -                              | 56分52秒                       | ガンドゥ・ベンジャミン         | 日本大学                       | 4年                            | 第44回（2012年）・区間賞       |
| 4                              | 56分54秒                       | ギタウ・ダニエル               | 日本大学                       | 4年                            | 第41回（2009年）・区間賞       |
| -                              | 56分55秒                       | ドミニク・ニャイロ             | 山梨学院大学                   | 1年                            | 第47回（2015年）・区間賞       |
| 5                              | 56分59秒                       | 渡辺康幸                       | 早稲田大学                     | 4年                            | 第27回（1995年）・区間賞       |
| -                              | 57分06秒                       | ドミニク・ニャイロ             | 山梨学院大学                   | 3年                            | 第49回（2017年）・区間賞       |
| 6                              | 57分09秒                       | 山川拓馬                       | 駒澤大学                       | 3年                            | 第56回（2024年）・区間賞       |
| -                              | 57分10秒                       | メクボ・ジョブ・モグス         | 山梨学院大学                   | 1年                            | 第37回（2005年）・区間賞       |
| 7                              | 57分14秒                       | ダニエル・ムイバ・キトニー     | 日本大学                       | 2年                            | 第45回（2013年）・区間賞       |
| 7                              | 57分14秒                       | ルカ・ムセンビ                 | 東京国際大学                   | 1年                            | 第51回（2019年）・区間賞       |
| -                              | 57分19秒                       | 渡辺康幸                       | 早稲田大学                     | 3年                            | 第26回（1994年）・区間賞       |
| 9                              | 57分24秒                       | 鈴木健吾                       | 神奈川大学                     | 4年                            | 第49回（2017年）・区間2位      |
| 10                             | 57分27秒                       | 中村祐二                       | 山梨学院大学                   | 2年                            | 第26回（1994年）・区間2位      |

| 区間日本人歴代10傑（第22回大会以降） | 区間日本人歴代10傑（第22回大会以降） | 区間日本人歴代10傑（第22回大会以降） | 区間日本人歴代10傑（第22回大会以降） | 区間日本人歴代10傑（第22回大会以降） | 区間日本人歴代10傑（第22回大会以降） |
| 位                                   | タイム                               | 氏名                                 | 所属                                 | 学年                                 | 年次・順位                           |
| ------------------------------------ | ------------------------------------ | ------------------------------------ | ------------------------------------ | ------------------------------------ | ------------------------------------ |
| 1                                    | 56分59秒                             | 渡辺康幸                             | 早稲田大学                           | 4年                                  | 第27回（1995年）・区間賞             |
| 2                                    | 57分09秒                             | 山川拓馬                             | 駒澤大学                             | 3年                                  | 第56回（2024年）・区間賞             |
| -                                    | 57分19秒                             | 渡辺康幸                             | 早稲田大学                           | 3年                                  | 第26回（1994年）・区間賞             |
| 3                                    | 57分24秒                             | 鈴木健吾                             | 神奈川大学                           | 4年                                  | 第49回（2017年）・区間2位            |
| 4                                    | 57分27秒                             | 中村祐二                             | 山梨学院大学                         | 2年                                  | 第26回（1994年）・区間2位            |
| 5                                    | 57分30秒                             | 花尾恭輔                             | 駒澤大学                             | 3年                                  | 第54回（2022年）・区間賞             |
| 6                                    | 57分32秒                             | 窪田忍                               | 駒澤大学                             | 3年                                  | 第44回（2012年）・区間2位            |
| 7                                    | 57分33秒                             | 伊地知賢造                           | 國學院大学                           | 3年                                  | 第54回（2022年）・区間2位            |
| 8                                    | 57分34秒                             | 田澤廉                               | 駒澤大学                             | 2年                                  | 第52回（2020年）・区間賞             |
| 9                                    | 57分45秒                             | 四釜峻佑                             | 順天堂大学                           | 4年                                  | 第54回（2022年）・区間3位            |
| 10                                   | 57分46秒                             | 小林雅幸                             | 早稲田大学                           | 4年                                  | 第28回（1996年）・区間賞             |
| 10                                   | 57分46秒                             | 名取燎太                             | 東海大学                             | 3年                                  | 第51回（2019年）・区間2位            |

### 第49回（2017年）までの旧コース

#### 1区（14.6km）
熱田神宮西門前（名古屋市熱田区・国道19号線本線上）→ （東海通）→ （国道154号）→（築地口IC） →（国道23号線）→（庄内新川橋）→弥富中継所（弥富市筏川橋西詰）
- 熱田神宮前を8:05に一斉スタートした後、名古屋市内のビル群から抜け、名四国道をひたすら西へと向かう。筏川橋を渡れば、すぐに弥富中継所が見えてくる。全8区間の中で愛知県内のみ走る区間である。
- 朝早くスタートする為に寒さとの勝負でもある第1区。此処で躓いてしまうと後々、大きく響く区間。
- 区間を通して名古屋港付近に架かる橋を多数通過するため、小刻みなアップダウンが多いのが特徴。これを如何に利用し、スタートダッシュをかけられるかが勝負の分かれ目。
- この区間に外国人選手を配置し、先行逃げ切りを狙うチームも多い。特に関東以外の大学にとっては、テレビに出る事による宣伝効果も見越した作戦である。
- 区間賞に狙うには前半から積極的に飛ばして10km地点の上り坂でスパートを駆ける事がポイントだといわれている。
- 第28回まで、リレーゾーンは国道23号線の車道に設置していたが、第29回から喫茶店の駐車場内に移動した。

| 区間歴代10傑（第22回大会-第49回大会） | 区間歴代10傑（第22回大会-第49回大会） | 区間歴代10傑（第22回大会-第49回大会） | 区間歴代10傑（第22回大会-第49回大会） | 区間歴代10傑（第22回大会-第49回大会） | 区間歴代10傑（第22回大会-第49回大会） |
| 位                                    | タイム                                | 氏名                                  | 所属                                  | 学年                                  | 年次・順位                            |
| ------------------------------------- | ------------------------------------- | ------------------------------------- | ------------------------------------- | ------------------------------------- | ------------------------------------- |
| 1                                     | 41分56秒                              | 永田宏一郎                            | 鹿屋体育大学                          | 4年                                   | 第32回（2000年）・区間賞              |
| 1                                     | 41分56秒                              | ギタウ・ダニエル                      | 日本大学                              | 2年                                   | 第39回（2007年）・区間賞              |
| 3                                     | 42分38秒                              | ステファン・マヤカ                    | 山梨学院大学                          | 3年                                   | 第26回（1994年）・区間賞              |
| 3                                     | 42分38秒                              | 中村匠吾                              | 駒澤大学                              | 3年                                   | 第45回（2013年）・区間賞              |
| 5                                     | 42分42秒                              | アブドゥラ・バイ                      | 第一工業大学                          | 2年                                   | 第33回（2001年）・区間賞              |
| 5                                     | 42分42秒                              | 設楽啓太                              | 東洋大学                              | 1年                                   | 第42回（2010年）・区間賞              |
| 7                                     | 42分46秒                              | ティメット・ シルベスター・キメリ     | 第一工業大学                          | 1年                                   | 第37回（2005年）・区間賞              |
| 8                                     | 42分47秒                              | キラグ・ジュグナ                      | 第一工業大学                          | 2年                                   | 第41回（2009年）・区間賞              |
| 9                                     | 42分48秒                              | 大西智也                              | 東洋大学                              | 4年                                   | 第40回（2008年）・区間賞              |
| 10                                    | 42分53秒                              | 小林雅幸                              | 早稲田大学                            | 3年                                   | 第27回（1995年）・区間賞              |

| 区間日本人歴代10傑（第22回大会-第49回大会） | 区間日本人歴代10傑（第22回大会-第49回大会） | 区間日本人歴代10傑（第22回大会-第49回大会） | 区間日本人歴代10傑（第22回大会-第49回大会） | 区間日本人歴代10傑（第22回大会-第49回大会） | 区間日本人歴代10傑（第22回大会-第49回大会） |
| 位                                          | タイム                                      | 氏名                                        | 所属                                        | 学年                                        | 年次・順位                                  |
| ------------------------------------------- | ------------------------------------------- | ------------------------------------------- | ------------------------------------------- | ------------------------------------------- | ------------------------------------------- |
| 1                                           | 41分56秒                                    | 永田宏一郎                                  | 鹿屋体育大学                                | 4年                                         | 第32回（2000年）・区間賞                    |
| 2                                           | 42分38秒                                    | 中村匠吾                                    | 駒澤大学                                    | 3年                                         | 第45回（2013年）・区間賞                    |
| 3                                           | 42分42秒                                    | 設楽啓太                                    | 東洋大学                                    | 1年                                         | 第42回（2010年）・区間賞                    |
| 4                                           | 42分48秒                                    | 大西智也                                    | 東洋大学                                    | 4年                                         | 第40回（2008年）・区間賞                    |
| 5                                           | 42分53秒                                    | 小林雅幸                                    | 早稲田大学                                  | 3年                                         | 第27回（1995年）・区間賞                    |
| 6                                           | 42分54秒                                    | 早川翼                                      | 東海大学                                    | 2年                                         | 第42回（2010年）・区間2位                   |
| 7                                           | 42分58秒                                    | 村山謙太                                    | 駒澤大学                                    | 4年                                         | 第46回（2014年）・区間賞                    |
| 7                                           | 42分58秒                                    | 村山紘太                                    | 城西大学                                    | 4年                                         | 第46回（2014年）・区間2位                   |
| 9                                           | 42分59秒                                    | 市田孝                                      | 大東文化大学                                | 4年                                         | 第46回（2014年）・区間3位                   |
| 10                                          | 43分02秒                                    | 渡辺康幸                                    | 早稲田大学                                  | 2年                                         | 第25回（1993年）・区間賞                    |

#### 2区（13.2km）
弥富中継所→（木曽川大橋）→（長島温泉）→（揖斐長良大橋）→（伊勢湾岸道みえ川越IC）→川越中継所（三重県三重郡川越町高松）
- 前半に木曽川大橋と揖斐長良大橋の2つの大きな橋を渡る。海風さえ激しく吹かなければ、走りやすい区間である。渡る前後にアップダウンが待ち構えている。
- 13.2kmと距離はやや短めながら、エース級選手の投入が多く見られる区間でもある。これは、近年顕著な駅伝のスピード化によって、2区の重要性が高まってきたため。

| 区間歴代10傑（第22回大会-第49回大会） | 区間歴代10傑（第22回大会-第49回大会） | 区間歴代10傑（第22回大会-第49回大会） | 区間歴代10傑（第22回大会-第49回大会） | 区間歴代10傑（第22回大会-第49回大会） | 区間歴代10傑（第22回大会-第49回大会） |
| 位                                    | タイム                                | 氏名                                  | 所属                                  | 学年                                  | 年次・順位                            |
| ------------------------------------- | ------------------------------------- | ------------------------------------- | ------------------------------------- | ------------------------------------- | ------------------------------------- |
| 1                                     | 37分16秒                              | エノック・オムワンバ                  | 山梨学院大学                          | 1年                                   | 第44回（2012年）・区間賞              |
| 2                                     | 37分25秒                              | 大迫傑                                | 早稲田大学                            | 3年                                   | 第44回（2012年）・区間2位             |
| 3                                     | 37分34秒                              | 服部弾馬                              | 東洋大学                              | 3年                                   | 第47回（2015年）・区間賞              |
| 4                                     | 37分38秒                              | 鎧坂哲哉                              | 明治大学                              | 3年                                   | 第42回（2010年）・区間賞              |
| 5                                     | 37分40秒                              | 設楽啓太                              | 東洋大学                              | 3年                                   | 第44回（2012年）・区間3位             |
| 6                                     | 37分42秒                              | 竹澤健介                              | 早稲田大学                            | 3年                                   | 第39回（2007年）・区間賞              |
| 7                                     | 37分43秒                              | 出岐雄大                              | 青山学院大学                          | 3年                                   | 第43回（2011年）・区間賞              |
| 8                                     | 37分44秒                              | 柏原竜二                              | 東洋大学                              | 1年                                   | 第40回（2008年）・区間賞              |
| 8                                     | 37分44秒                              | 木原真佐人                            | 中央学院大学                          | 4年                                   | 第40回（2008年）・区間賞              |
| -                                     | 37分45秒                              | 竹澤健介                              | 早稲田大学                            | 4年                                   | 第40回（2008年）・区間3位             |
| 10                                    | 37分45秒                              | オンディバ・コスマス                  | 山梨学院大学                          | 3年                                   | 第42回（2010年）・区間2位             |

| 区間日本人歴代10傑（第22回大会-第49回大会） | 区間日本人歴代10傑（第22回大会-第49回大会） | 区間日本人歴代10傑（第22回大会-第49回大会） | 区間日本人歴代10傑（第22回大会-第49回大会） | 区間日本人歴代10傑（第22回大会-第49回大会） | 区間日本人歴代10傑（第22回大会-第49回大会） |
| 位                                          | タイム                                      | 氏名                                        | 所属                                        | 学年                                        | 年次・順位                                  |
| ------------------------------------------- | ------------------------------------------- | ------------------------------------------- | ------------------------------------------- | ------------------------------------------- | ------------------------------------------- |
| 1                                           | 37分25秒                                    | 大迫傑                                      | 早稲田大学                                  | 3年                                         | 第44回（2012年）・区間2位                   |
| 2                                           | 37分34秒                                    | 服部弾馬                                    | 東洋大学                                    | 3年                                         | 第47回（2015年）・区間賞                    |
| 3                                           | 37分38秒                                    | 鎧坂哲哉                                    | 明治大学                                    | 3年                                         | 第42回（2010年）・区間賞                    |
| 4                                           | 37分40秒                                    | 設楽啓太                                    | 東洋大学                                    | 3年                                         | 第44回（2012年）・区間3位                   |
| 5                                           | 37分42秒                                    | 竹澤健介                                    | 早稲田大学                                  | 3年                                         | 第39回（2007年）・区間賞                    |
| 6                                           | 37分43秒                                    | 出岐雄大                                    | 青山学院大学                                | 3年                                         | 第43回（2011年）・区間賞                    |
| 7                                           | 37分44秒                                    | 柏原竜二                                    | 東洋大学                                    | 1年                                         | 第40回（2008年）・区間賞                    |
| 7                                           | 37分44秒                                    | 木原真佐人                                  | 中央学院大学                                | 4年                                         | 第40回（2008年）・区間賞                    |
| -                                           | 37分45秒                                    | 竹澤健介                                    | 早稲田大学                                  | 4年                                         | 第40回（2008年）・区間3位                   |
| 9                                           | 37分48秒                                    | 松岡佑起                                    | 順天堂大学                                  | 4年                                         | 第39回（2007年）・区間2位                   |
| 10                                          | 37分50秒                                    | 宇賀地強                                    | 駒澤大学                                    | 4年                                         | 第41回（2009年）・区間賞                    |

#### 3区（9.5km）
川越中継所→（四日市ドーム）→（四日市競輪場前）→（四日市工業地帯）→四日市中継所（四日市市六呂見町）
- スピード区間とも言われる3区は最も距離が短い9.5km。

| 区間歴代10傑（第22回大会-第49回大会） | 区間歴代10傑（第22回大会-第49回大会） | 区間歴代10傑（第22回大会-第49回大会） | 区間歴代10傑（第22回大会-第49回大会） | 区間歴代10傑（第22回大会-第49回大会） | 区間歴代10傑（第22回大会-第49回大会） |
| 位                                    | タイム                                | 氏名                                  | 所属                                  | 学年                                  | 年次・順位                            |
| ------------------------------------- | ------------------------------------- | ------------------------------------- | ------------------------------------- | ------------------------------------- | ------------------------------------- |
| 1                                     | 26分55秒                              | 油布郁人                              | 駒澤大学                              | 3年                                   | 第44回（2012年）・区間賞              |
| 2                                     | 26分58秒                              | 口町亮                                | 東洋大学                              | 3年                                   | 第47回（2015年）・区間賞              |
| 3                                     | 26分59秒                              | 田村和希                              | 青山学院大学                          | 2年                                   | 第47回（2015年）・区間2位             |
| 4                                     | 27分02秒                              | 館澤亨次                              | 東海大学                              | 2年                                   | 第49回（2017年）・区間賞              |
| -                                     | 27分02秒                              | 油布郁人                              | 駒澤大学                              | 1年                                   | 第42回（2010年）・区間賞              |
| 5                                     | 27分05秒                              | ステファン・マヤカ                    | 山梨学院大学                          | 2年                                   | 第25回（1993年）・区間賞              |
| 6                                     | 27分06秒                              | 湊谷春紀                              | 東海大学                              | 1年                                   | 第47回（2015年）・区間3位             |
| 7                                     | 27分07秒                              | 上野裕一郎                            | 中央大学                              | 3年                                   | 第38回（2006年）・区間賞              |
| -                                     | 27分07秒                              | 油布郁人                              | 駒澤大学                              | 4年                                   | 第45回（2013年）・区間賞              |
| -                                     | 27分13秒                              | 油布郁人                              | 駒澤大学                              | 2年                                   | 第43回（2011年）・区間賞              |
| 8                                     | 27分15秒                              | 本田勝也                              | 東洋大学                              | 4年                                   | 第42回（2010年）・区間2位             |
| -                                     | 27分15秒                              | 館澤亨次                              | 東海大学                              | 1年                                   | 第48回（2016年）・区間賞              |
| 9                                     | 27分18秒                              | 佐藤敏也                              | 法政大学                              | 2年                                   | 第49回（2017年）・区間2位             |
| 10                                    | 27分19秒                              | 大須田優二                            | 中央大学                              | 4年                                   | 第44回（2012年）・区間2位             |
| 10                                    | 27分19秒                              | 延藤潤                                | 東洋大学                              | 3年                                   | 第44回（2012年）・区間2位             |

#### 4区（14.0km）
四日市中継所→（鈴鹿大橋）→（林崎町）→（近鉄鈴鹿線高架）→鈴鹿中継所（鈴鹿市寺家町）
- 大会通じて3番目に長い4区も、実力あるランナーが集う「準エース」区間。一部のチームはここにエースを配置し、ごぼう抜きを狙ってくる。
- このあたりまで来ると、周りに田園地帯が広がってくる。選手は4本の大きな橋に挑んでゆく。
- 熱田神宮からの総距離数の42.195kmポイントはこの4区の4.895km地点となる。（2018年からは10.695Km地点となる。）
- 中継所から北西に約3km行った所にF1日本グランプリや8時間耐久レース等で有名な鈴鹿サーキットが有る。

| 区間歴代10傑（第22回大会-第49回大会） | 区間歴代10傑（第22回大会-第49回大会） | 区間歴代10傑（第22回大会-第49回大会） | 区間歴代10傑（第22回大会-第49回大会） | 区間歴代10傑（第22回大会-第49回大会） | 区間歴代10傑（第22回大会-第49回大会） |
| 位                                    | タイム                                | 氏名                                  | 所属                                  | 学年                                  | 年次・順位                            |
| ------------------------------------- | ------------------------------------- | ------------------------------------- | ------------------------------------- | ------------------------------------- | ------------------------------------- |
| 1                                     | 39分24秒                              | 村山謙太                              | 駒澤大学                              | 3年                                   | 第45回（2013年）・区間賞              |
| 2                                     | 39分32秒                              | メクボ・ジョブ・モグス                | 山梨学院大学                          | 4年                                   | 第40回（2008年）・区間賞              |
| 3                                     | 39分41秒                              | ギタウ・ダニエル                      | 日本大学                              | 3年                                   | 第40回（2008年）・区間2位             |
| 4                                     | 39分49秒                              | コメン・エドウィン・キプコエッチ      | 第一工業大学                          | 1年                                   | 第37回（2005年）・区間賞              |
| 5                                     | 40分04秒                              | 上野裕一郎                            | 中央大学                              | 4年                                   | 第39回（2007年）・区間賞              |
| 6                                     | 40分09秒                              | 菅真大                                | 城西大学                              | 4年                                   | 第49回（2017年）・区間賞              |
| 7                                     | 40分11秒                              | 山本修二                              | 東洋大学                              | 3年                                   | 第49回（2017年）・区間2位             |
| 8                                     | 40分16秒                              | 森田歩希                              | 青山学院大学                          | 3年                                   | 第49回（2017年）・区間3位             |
| 9                                     | 40分23秒                              | 佐々木寛文                            | 早稲田大学                            | 2年                                   | 第42回（2010年）・区間賞              |
| 9                                     | 40分23秒                              | 服部翔大                              | 日本体育大学                          | 3年                                   | 第44回（2012年）・区間賞              |

| 区間日本人歴代10傑（第22回大会-第49回大会） | 区間日本人歴代10傑（第22回大会-第49回大会） | 区間日本人歴代10傑（第22回大会-第49回大会） | 区間日本人歴代10傑（第22回大会-第49回大会） | 区間日本人歴代10傑（第22回大会-第49回大会） | 区間日本人歴代10傑（第22回大会-第49回大会） |
| 位                                          | タイム                                      | 氏名                                        | 所属                                        | 学年                                        | 年次・順位                                  |
| ------------------------------------------- | ------------------------------------------- | ------------------------------------------- | ------------------------------------------- | ------------------------------------------- | ------------------------------------------- |
| 1                                           | 39分24秒                                    | 村山謙太                                    | 駒澤大学                                    | 3年                                         | 第45回（2013年）・区間賞                    |
| 2                                           | 40分04秒                                    | 上野裕一郎                                  | 中央大学                                    | 4年                                         | 第39回（2007年）・区間賞                    |
| 3                                           | 40分09秒                                    | 菅真大                                      | 城西大学                                    | 4年                                         | 第49回（2017年）・区間賞                    |
| 4                                           | 40分11秒                                    | 山本修二                                    | 東洋大学                                    | 3年                                         | 第49回（2017年）・区間2位                   |
| 5                                           | 40分16秒                                    | 森田歩希                                    | 青山学院大学                                | 3年                                         | 第49回（2017年）・区間3位                   |
| 6                                           | 40分23秒                                    | 佐々木寛文                                  | 早稲田大学                                  | 2年                                         | 第42回（2010年）・区間賞                    |
| 6                                           | 40分23秒                                    | 服部翔大                                    | 日本体育大学                                | 3年                                         | 第44回（2012年）・区間賞                    |
| 8                                           | 40分24秒                                    | 原田正彦                                    | 早稲田大学                                  | 4年                                         | 第33回（2001年）・区間賞                    |
| 9                                           | 40分32秒                                    | 田中宏樹                                    | 駒澤大学                                    | 4年                                         | 第36回（2004年）・区間賞                    |
| -                                           | 40分32秒                                    | 服部翔大                                    | 日本体育大学                                | 4年                                         | 第45回（2013年）・区間2位                   |
| 10                                          | 40分33秒                                    | 久保田和真                                  | 青山学院大学                                | 4年                                         | 第47回（2015年）・区間賞                    |

#### 5区（11.6km）
鈴鹿中継所→（近鉄名古屋線沿い）→（三重大学前）→津中継所（津市上浜町）
- ここからの3区間はアンカーまでのつなぎ区間であるが、選手層の厚さによって大きな差となるため、上位陣が混戦となるととたんに重要度を増してくる部分でもある。
- 大会全体を通しての中間点（53.4km）はこの区間にある。全体はいたってフラットな区間である。
- 津中継所から繰り上げスタートがトップの通過から15分後になる。

| 区間歴代10傑（第24回大会-第49回大会） | 区間歴代10傑（第24回大会-第49回大会） | 区間歴代10傑（第24回大会-第49回大会） | 区間歴代10傑（第24回大会-第49回大会） | 区間歴代10傑（第24回大会-第49回大会） | 区間歴代10傑（第24回大会-第49回大会） |
| 位                                    | タイム                                | 氏名                                  | 所属                                  | 学年                                  | 年次・順位                            |
| ------------------------------------- | ------------------------------------- | ------------------------------------- | ------------------------------------- | ------------------------------------- | ------------------------------------- |
| 1                                     | 33分22秒                              | 横手健                                | 明治大学                              | 3年                                   | 第46回（2014年）・区間賞              |
| 2                                     | 33分46秒                              | 下田裕太                              | 青山学院大学                          | 2年                                   | 第47回（2015年）・区間賞              |
| 3                                     | 33分47秒                              | 志方文典                              | 早稲田大学                            | 1年                                   | 第42回（2010年）・区間賞              |
| 4                                     | 33分48秒                              | 有村優樹                              | 明治大学                              | 2年                                   | 第44回（2012年）・区間賞              |
| 5                                     | 33分52秒                              | 越川堅太                              | 神奈川大学                            | 2年                                   | 第49回（2017年）・区間賞              |
| 6                                     | 33分54秒                              | 高橋尚弥                              | 東洋大学                              | 4年                                   | 第47回（2015年）・区間2位             |
| 7                                     | 33分56秒                              | 設楽悠太                              | 東洋大学                              | 1年                                   | 第42回（2010年）・区間2位             |
| 8                                     | 34分09秒                              | 工藤有生                              | 駒澤大学                              | 1年                                   | 第46回（2014年）・区間2位             |
| 9                                     | 34分13秒                              | 湊谷春紀                              | 東海大学                              | 3年                                   | 第49回（2017年）・区間2位             |
| 10                                    | 34分14秒                              | 山中秀仁                              | 日本体育大学                          | 1年                                   | 第44回（2012年）・区間2位             |

#### 6区（12.3km）
津中継所→（三重県庁前）→（津競艇場前）→曽原中継所（松阪市曽原町）
- 津市街地を抜け、レースは終盤。優勝争いやシード権争い、はたまた出場枠が複数設定されている地区にとっては出場枠争いも激しさを増してくる頃。
- 選手が通過するのは正午前。三重県随一の繁華街を通るとあって沿道の観衆も増えるが、選手たちにとっては急激に上昇する気温との戦いになりやすい。
- 曽原中継所での襷リレー付近において、2006年まではテレビ中継ではANNニュースが挿入されていた（後述）。
- 曽原中継所はかつては「三雲中継所」だったが、2005年1月1日に三雲町が松阪市と合併したため第37回から改名された。

| 区間歴代10傑（第24回大会-第49回大会） | 区間歴代10傑（第24回大会-第49回大会） | 区間歴代10傑（第24回大会-第49回大会） | 区間歴代10傑（第24回大会-第49回大会） | 区間歴代10傑（第24回大会-第49回大会） | 区間歴代10傑（第24回大会-第49回大会） |
| 位                                    | タイム                                | 氏名                                  | 所属                                  | 学年                                  | 年次・順位                            |
| ------------------------------------- | ------------------------------------- | ------------------------------------- | ------------------------------------- | ------------------------------------- | ------------------------------------- |
| 1                                     | 35分30秒                              | 前田悠貴                              | 早稲田大学                            | 4年                                   | 第44回（2012年）・区間賞              |
| 2                                     | 35分33秒                              | 市川孝徳                              | 東洋大学                              | 4年                                   | 第44回（2012年）・区間2位             |
| 3                                     | 35分39秒                              | 馬場翔大                              | 駒澤大学                              | 4年                                   | 第47回（2015年）・区間賞              |
| 3                                     | 35分39秒                              | 森田歩希                              | 青山学院大学                          | 2年                                   | 第48回（2016年）・区間賞              |
| 5                                     | 35分47秒                              | 松村拓希                              | 駒澤大学                              | 3年                                   | 第33回（2001年）・区間賞              |
| 6                                     | 35分48秒                              | 久我和弥                              | 駒澤大学                              | 4年                                   | 第44回（2012年）・区間3位             |
| 7                                     | 35分54秒                              | 國行麗生                              | 東海大学                              | 3年                                   | 第48回（2016年）・区間2位             |
| 8                                     | 35分55秒                              | 中川拓郎                              | 順天堂大学                            | 3年                                   | 第33回（2001年）・区間2位             |
| 9                                     | 35分56秒                              | 川崎友輝                              | 青山学院大学                          | 4年                                   | 第46回（2014年）・区間賞              |
| 10                                    | 35分57秒                              | 堀合大輔                              | 駒澤大学                              | 3年                                   | 第49回（2017年）・区間賞              |

#### 7区（11.9km）
曽原中継所→（三渡橋）→（松阪駅前）→（近鉄山田線陸橋）→松阪中継所（松阪市豊原町）
- アンカー対決へ向けての大事なつなぎ区間。近鉄陸橋付近以外はほとんど平坦。
- 駅伝のスピードアップ化が進むにつれ、今大会における7区の重要度が増している。
- 特に最後まで母校のタスキをつなげようとするものの、最後で繰り上げスタートになってしまう大学も出てくる。上述の通りかつては繰り上げのルールが厳格に適用されていなかったため、2008年の第40回大会では本来トップチームが通過して15分後に繰り上げスタートのはずが、直後にたどり着いたチームが数チームいた為、そのチームが襷渡しした後に数秒遅れで繰り上げスタートとなった。

| 区間歴代10傑（第22回大会-第49回大会） | 区間歴代10傑（第22回大会-第49回大会） | 区間歴代10傑（第22回大会-第49回大会） | 区間歴代10傑（第22回大会-第49回大会） | 区間歴代10傑（第22回大会-第49回大会） | 区間歴代10傑（第22回大会-第49回大会） |
| 位                                    | タイム                                | 氏名                                  | 所属                                  | 学年                                  | 年次・順位                            |
| ------------------------------------- | ------------------------------------- | ------------------------------------- | ------------------------------------- | ------------------------------------- | ------------------------------------- |
| 1                                     | 34分08秒                              | 阿部弘輝                              | 明治大学                              | 2年                                   | 第49回（2017年）・区間賞              |
| 2                                     | 34分26秒                              | 野口英盛                              | 順天堂大学                            | 4年                                   | 第33回（2001年）・区間賞              |
| 3                                     | 34分30秒                              | 三上嵩斗                              | 東海大学                              | 3年                                   | 第49回（2017年）・区間2位             |
| 4                                     | 34分42秒                              | 高見澤勝                              | 山梨学院大学                          | 2年                                   | 第33回（2001年）・区間2位             |
| 5                                     | 34分43秒                              | 小野田勇次                            | 青山学院大学                          | 3年                                   | 第49回（2017年）・区間3位             |
| 6                                     | 34分46秒                              | 黒川翔矢                              | 駒澤大学                              | 4年                                   | 第46回（2014年）・区間賞              |
| 6                                     | 34分46秒                              | 大川一成                              | 神奈川大学                            | 4年                                   | 第49回（2017年）・区間4位             |
| 8                                     | 34分49秒                              | 中村大聖                              | 駒澤大学                              | 2年                                   | 第49回（2017年）・区間5位             |
| 9                                     | 34分53秒                              | 池田圭介                              | 中央大学                              | 3年                                   | 第33回（2001年）・区間3位             |
| 10                                    | 34分54秒                              | 小町昌矢                              | 日本体育大学                          | 3年                                   | 第48回（2016年）・区間賞              |

#### 8区（19.7km）
松阪中継所→（櫛田町）→（参宮線陸橋）→（度会橋）→伊勢神宮内宮宇治橋前（伊勢市宇治今在家町）
※第8区のみ第50回大会以降もコース変更がないので区間歴代10傑は新コースの節を参照。

## 歴代出場校順位成績

### 凡例
- 初出場校についてはリンク付で示してある。
- 優勝校の括弧内は優勝回数を表す。
- 第22回大会以降の▼付きの校名は次大会での地区代表枠数の削減を考慮する対象となった成績校を表す。また、△付きの校名は前述と同様に次大会での地区代表枠数の増加を考慮する対象となった成績校を表す。
  - 代表枠数の削減・増加の対象については出場資格の項を参照。
- 第22回大会から第43回大会までの※付きの校名は代表枠数1の地区の代表校を表す。（次大会における増枠地区の選定対象に含まれるため。第44回大会以降は選定対象条件から外れた。）
- 第32回大会以降のボールド体 の校名は次大会でのシード出場権獲得校を表す。
- 第33回大会以降の◎付きの校名は当該大会でのシード出場校を表す。
- 第44回大会から第49回大会の7位〜17位、第50回大会以降の9位〜17位の地区名は次大会での成績枠の配分対象地区を表す。
  - 第48回大会及び第49回大会では、関東地区がシード枠と成績枠を合わせて15校となる。そうすると各地区に割り当てられている基本枠1を含めると割り当て枠数が16となるが、同一地区内上限15校の規定により関東地区の15校目の成績は成績枠の考慮外となり、次点として総合18位の大学の所属地区に次大会の「成績枠」が充てられる。（規定内の最大15枠を確保している地区の場合、14校が全て17位以内になる場合は、特例がない限り、残り1校が棄権を含めたどんな成績であっても枠数は減らないことになる。）
- 第22回大会から第29回大会まで出場したアイビーリーグ選抜、第38回大会から出場している東海学連選抜、第43回大会に出場した東北学連選抜、第47回大会から出場している全日本大学選抜はオープン参加（OP）のため順位なし。括弧内はゴールした順番を表す。
- 区間記録等については 全日本大学駅伝対校選手権大会の記録一覧 を参照。

### 第1回〜第10回
| 第1回 （1970年3月1日） | 第1回 （1970年3月1日） |
| ---------------------- | ---------------------- |
| 優勝                   | 日本体育大学(初）      |
| 2位                    | 福岡大学               |
| 3位                    | 日本大学               |
| 4位                    | 大東文化大学           |
| 5位                    | 中京大学               |
| 6位                    | 大阪商業大学           |
| 7位                    | 大阪体育大学           |
| 8位                    | 九州産業大学           |
| 9位                    | 同志社大学             |
| 10位                   | 東京農業大学           |
| 11位                   | 八幡大学               |
| 12位                   | 広島大学               |
| 13位                   | 東京学芸大学           |
| 14位                   | 名古屋大学             |
| 15位                   | 愛知学院大学           |
| 16位                   | 北海道大学             |
| 17位                   | 東京理科大学           |
| 18位                   | 甲南大学               |
| 19位                   | 明治学院大学           |
| 20位                   | 東京経済大学           |

| 第2回 （1971年1月17日） | 第2回 （1971年1月17日） |
| ----------------------- | ----------------------- |
| 優勝                    | 日本体育大学(2)         |
| 2位                     | 国士舘大学              |
| 3位                     | 日本大学                |
| 4位                     | 中京大学                |
| 5位                     | 福岡大学                |
| 6位                     | 大東文化大学            |
| 7位                     | 専修大学                |
| 8位                     | 大阪体育大学            |
| 9位                     | 大阪商業大学            |
| 10位                    | 九州産業大学            |
| 11位                    | 島根大学                |
| 12位                    | 北海道大学              |
| 13位                    | 名城大学                |
| 14位                    | 名古屋大学              |
| 15位                    | 熊本商科大学            |
| 16位                    | 甲南大学                |
| 17位                    | 神戸大学                |
| 18位                    | 秋田大学                |
| 19位                    | 東京経済大学            |
| 20位                    | 信州大学                |

| 第3回 （1972年1月23日） | 第3回 （1972年1月23日） |
| ----------------------- | ----------------------- |
| 優勝                    | 日本体育大学(3)         |
| 2位                     | 順天堂大学              |
| 3位                     | 日本大学                |
| 4位                     | 大東文化大学            |
| 5位                     | 福岡大学                |
| 6位                     | 専修大学                |
| 7位                     | 中京大学                |
| 8位                     | 国士舘大学              |
| 9位                     | 大阪体育大学            |
| 10位                    | 大阪商業大学            |
| 11位                    | 九州産業大学            |
| 12位                    | 島根大学                |
| 13位                    | 八幡大学                |
| 14位                    | 北海道大学              |
| 15位                    | 愛知教育大学            |
| 16位                    | 名古屋大学              |
| 17位                    | 秋田大学                |
| 18位                    | 岐阜大学                |
| 19位                    | 神戸大学                |
| 20位                    | 信州大学                |

| 第4回 （1973年1月21日） | 第4回 （1973年1月21日） |
| ----------------------- | ----------------------- |
| 優勝                    | 大東文化大学(初）       |
| 2位                     | 中京大学                |
| 3位                     | 国士舘大学              |
| 4位                     | 東洋大学                |
| 5位                     | 日本体育大学            |
| 6位                     | 福岡大学                |
| 7位                     | 東京農業大学            |
| 8位                     | 専修大学                |
| 9位                     | 大阪体育大学            |
| 10位                    | 京都産業大学            |
| 11位                    | 九州産業大学            |
| 12位                    | 大阪商業大学            |
| 13位                    | 八幡大学                |
| 14位                    | 島根大学                |
| 15位                    | 名古屋大学              |
| 16位                    | 愛知教育大学            |
| 17位                    | 京都大学                |
| 18位                    | 金沢大学                |
| 19位                    | 仙台大学                |
| 20位                    | 北海学園大学            |

| 第5回 （1974年1月20日） | 第5回 （1974年1月20日） |
| ----------------------- | ----------------------- |
| 優勝                    | 大東文化大学(2)         |
| 2位                     | 東京農業大学            |
| 3位                     | 東洋大学                |
| 4位                     | 中京大学                |
| 5位                     | 中央大学                |
| 6位                     | 日本大学                |
| 7位                     | 福岡大学                |
| 8位                     | 日本体育大学            |
| 9位                     | 京都産業大学            |
| 10位                    | 大阪体育大学            |
| 11位                    | 九州産業大学            |
| 12位                    | 八幡大学                |
| 13位                    | 大阪商業大学            |
| 14位                    | 愛知教育大学            |
| 15位                    | 立命館大学              |
| 16位                    | 北海道大学              |
| 17位                    | 名古屋大学              |
| 18位                    | 金沢大学                |
| 19位                    | 島根大学                |
| 20位                    | 東北学院大学            |

| 第6回 （1975年1月19日） | 第6回 （1975年1月19日） |
| ----------------------- | ----------------------- |
| 優勝                    | 大東文化大学(3)         |
| 2位                     | 東京農業大学            |
| 3位                     | 日本体育大学            |
| 4位                     | 国士舘大学              |
| 5位                     | 福岡大学                |
| 6位                     | 日本大学                |
| 7位                     | 中京大学                |
| 8位                     | 九州産業大学            |
| 9位                     | 東洋大学                |
| 10位                    | 大阪体育大学            |
| 11位                    | 京都産業大学            |
| 12位                    | 八幡大学                |
| 13位                    | 東北学院大学            |
| 14位                    | 愛知教育大学            |
| 15位                    | 名古屋商科大学          |
| 16位                    | 大阪商業大学            |
| 17位                    | 高知大学                |
| 18位                    | 関西学院大学            |
| 19位                    | 金沢大学                |
| 20位                    | 北海道大学              |

| 第7回 （1976年1月18日） | 第7回 （1976年1月18日） |
| ----------------------- | ----------------------- |
| 優勝                    | 大東文化大学(4)         |
| 2位                     | 東京農業大学            |
| 3位                     | 日本体育大学            |
| 4位                     | 日本大学                |
| 5位                     | 駒澤大学                |
| 6位                     | 中京大学                |
| 7位                     | 東洋大学                |
| 8位                     | 福岡大学                |
| 9位                     | 九州産業大学            |
| 10位                    | 京都産業大学            |
| 11位                    | 大阪体育大学            |
| 12位                    | 八幡大学                |
| 13位                    | 東北学院大学            |
| 14位                    | 大阪商業大学            |
| 15位                    | 愛知教育大学            |
| 16位                    | 同志社大学              |
| 17位                    | 名古屋商科大学          |
| 18位                    | 広島大学                |
| 19位                    | 金沢工業大学            |
| 20位                    | 酪農学園大学            |

| 第8回 （1977年1月23日） | 第8回 （1977年1月23日） |
| ----------------------- | ----------------------- |
| 優勝                    | 日本体育大学(4)         |
| 2位                     | 東京農業大学            |
| 3位                     | 日本大学                |
| 4位                     | 大東文化大学            |
| 5位                     | 九州産業大学            |
| 6位                     | 順天堂大学              |
| 7位                     | 東洋大学                |
| 8位                     | 中京大学                |
| 9位                     | 福岡大学                |
| 10位                    | 京都産業大学            |
| 11位                    | 大阪商業大学            |
| 12位                    | 大阪体育大学            |
| 13位                    | 琉球大学                |
| 14位                    | 仙台大学                |
| 15位                    | 関西大学                |
| 16位                    | 高知大学                |
| 17位                    | 愛知教育大学            |
| 18位                    | 北海道大学              |
| 19位                    | 金沢工業大学            |
| 棄権                    | 名古屋商科大学          |

| 第9回 （1978年1月22日） | 第9回 （1978年1月22日） |
| ----------------------- | ----------------------- |
| 優勝                    | 日本体育大学(5)         |
| 2位                     | 順天堂大学              |
| 3位                     | 東京農業大学            |
| 4位                     | 大東文化大学            |
| 5位                     | 中京大学                |
| 6位                     | 東海大学                |
| 7位                     | 九州産業大学            |
| 8位                     | 中央大学                |
| 9位                     | 京都産業大学            |
| 10位                    | 大阪体育大学            |
| 11位                    | 福岡大学                |
| 12位                    | 鹿児島大学              |
| 13位                    | 広島大学                |
| 14位                    | 近畿大学                |
| 15位                    | 大阪商業大学            |
| 16位                    | 東北学院大学            |
| 17位                    | 愛知教育大学            |
| 18位                    | 北海道大学              |
| 19位                    | 岐阜大学                |
| 20位                    | 金沢工業大学            |

| 第10回 （1979年1月21日） | 第10回 （1979年1月21日） |
| ------------------------ | ------------------------ |
| 優勝                     | 福岡大学(初)             |
| 2位                      | 順天堂大学               |
| 3位                      | 日本体育大学             |
| 4位                      | 日本大学                 |
| 5位                      | 大東文化大学             |
| 6位                      | 東京農業大学             |
| 7位                      | 九州産業大学             |
| 8位                      | 中京大学                 |
| 9位                      | 京都産業大学             |
| 10位                     | 大阪体育大学             |
| 11位                     | 国士舘大学               |
| 12位                     | 鹿児島大学               |
| 13位                     | 大阪経済大学             |
| 14位                     | 大阪商業大学             |
| 15位                     | 東北学院大学             |
| 16位                     | 山口大学                 |
| 17位                     | 名古屋大学               |
| 18位                     | 愛知教育大学             |
| 19位                     | 北海道大学               |
| 20位                     | 金沢工業大学             |

### 第11回〜第20回
| 第11回 （1980年1月20日） | 第11回 （1980年1月20日） |
| ------------------------ | ------------------------ |
| 優勝                     | 日本体育大学(6)          |
| 2位                      | 福岡大学                 |
| 3位                      | 中京大学                 |
| 4位                      | 大東文化大学             |
| 5位                      | 東京農業大学             |
| 6位                      | 筑波大学                 |
| 7位                      | 京都産業大学             |
| 8位                      | 九州産業大学             |
| 9位                      | 専修大学                 |
| 10位                     | 東海大学                 |
| 11位                     | 京都教育大学             |
| 12位                     | 鹿児島大学               |
| 13位                     | 立命館大学               |
| 14位                     | 大阪体育大学             |
| 15位                     | 名古屋大学               |
| 16位                     | 仙台大学                 |
| 17位                     | 北海道大学               |
| 18位                     | 広島大学                 |
| 19位                     | 岐阜大学                 |
| 20位                     | 金沢工業大学             |

| 第12回 （1981年1月18日） | 第12回 （1981年1月18日） |
| ------------------------ | ------------------------ |
| 優勝                     | 福岡大学(2)              |
| 2位                      | 日本体育大学             |
| 3位                      | 中京大学                 |
| 4位                      | 大東文化大学             |
| 5位                      | 日本大学                 |
| 6位                      | 筑波大学                 |
| 7位                      | 東京農業大学             |
| 8位                      | 京都産業大学             |
| 9位                      | 専修大学                 |
| 10位                     | 大阪体育大学             |
| 11位                     | 大阪経済大学             |
| 12位                     | 徳山大学                 |
| 13位                     | 熊本商科大学             |
| 14位                     | 大阪商業大学             |
| 15位                     | 鹿児島大学               |
| 16位                     | 岐阜大学                 |
| 17位                     | 名古屋大学               |
| 18位                     | 信州大学                 |
| 19位                     | 東北学院大学             |
| 20位                     | 北海道大学               |

| 第13回 （1982年1月17日） | 第13回 （1982年1月17日） |
| ------------------------ | ------------------------ |
| 優勝                     | 福岡大学(3)              |
| 2位                      | 日本大学                 |
| 3位                      | 筑波大学                 |
| 4位                      | 大東文化大学             |
| 5位                      | 中京大学                 |
| 6位                      | 日本体育大学             |
| 7位                      | 専修大学                 |
| 8位                      | 東洋大学                 |
| 9位                      | 九州産業大学             |
| 10位                     | 大阪体育大学             |
| 11位                     | 京都産業大学             |
| 12位                     | 大阪経済大学             |
| 13位                     | 鹿児島大学               |
| 14位                     | 京都教育大学             |
| 15位                     | 徳山大学                 |
| 16位                     | 信州大学                 |
| 17位                     | 名古屋商科大学           |
| 18位                     | 東北学院大学             |
| 19位                     | 名城大学                 |
| 20位                     | 北海道大学               |

| 第14回 （1983年1月23日） | 第14回 （1983年1月23日） |
| ------------------------ | ------------------------ |
| 優勝                     | 日本体育大学(7)          |
| 2位                      | 大東文化大学             |
| 3位                      | 福岡大学                 |
| 4位                      | 中京大学                 |
| 5位                      | 日本大学                 |
| 6位                      | 筑波大学                 |
| 7位                      | 東海大学                 |
| 8位                      | 京都産業大学             |
| 9位                      | 大阪体育大学             |
| 10位                     | 東洋大学                 |
| 11位                     | 鹿児島大学               |
| 12位                     | 九州産業大学             |
| 13位                     | 大阪経済大学             |
| 14位                     | 徳山大学                 |
| 15位                     | 東北学院大学             |
| 16位                     | 京都教育大学             |
| 17位                     | 愛知教育大学             |
| 18位                     | 信州大学                 |
| 19位                     | 愛知学院大学             |
| 20位                     | 北海道大学               |

| 第15回 （1984年1月22日） | 第15回 （1984年1月22日） |
| ------------------------ | ------------------------ |
| 優勝                     | 大東文化大学(5)          |
| 2位                      | 専修大学                 |
| 3位                      | 福岡大学                 |
| 4位                      | 筑波大学                 |
| 5位                      | 中京大学                 |
| 6位                      | 東海大学                 |
| 7位                      | 日本体育大学             |
| 8位                      | 京都産業大学             |
| 9位                      | 東京農業大学             |
| 10位                     | 立命館大学               |
| 11位                     | 九州産業大学             |
| 12位                     | 鹿児島大学               |
| 13位                     | 大阪体育大学             |
| 14位                     | 徳山大学                 |
| 15位                     | 大阪経済大学             |
| 16位                     | 東北学院大学             |
| 17位                     | 愛知教育大学             |
| 18位                     | 中部大学                 |
| 19位                     | 北海道大学               |
| 20位                     | 金沢大学                 |

| 第16回 （1985年1月20日） | 第16回 （1985年1月20日） |
| ------------------------ | ------------------------ |
| 優勝                     | 日本体育大学(8)          |
| 2位                      | 東京農業大学             |
| 3位                      | 大東文化大学             |
| 4位                      | 福岡大学                 |
| 5位                      | 日本大学                 |
| 6位                      | 専修大学                 |
| 7位                      | 九州産業大学             |
| 8位                      | 中京大学                 |
| 9位                      | 京都産業大学             |
| 10位                     | 東北学院大学             |
| 11位                     | 中央大学                 |
| 12位                     | 立命館大学               |
| 13位                     | 大阪体育大学             |
| 14位                     | 鹿児島大学               |
| 15位                     | 大阪経済大学             |
| 16位                     | 愛知教育大学             |
| 17位                     | 徳山大学                 |
| 18位                     | 北海道大学               |
| 19位                     | 中部大学                 |
| 20位                     | 新潟大学                 |

| 第17回 （1986年1月19日） | 第17回 （1986年1月19日） |
| ------------------------ | ------------------------ |
| 優勝                     | 京都産業大学(初)         |
| 2位                      | 日本大学                 |
| 3位                      | 日本体育大学             |
| 4位                      | 専修大学                 |
| 5位                      | 福岡大学                 |
| 6位                      | 九州産業大学             |
| 7位                      | 国士舘大学               |
| 8位                      | 東京農業大学             |
| 9位                      | 大阪体育大学             |
| 10位                     | 中京大学                 |
| 11位                     | 東北学院大学             |
| 12位                     | 大阪経済大学             |
| 13位                     | 徳山大学                 |
| 14位                     | 八幡大学                 |
| 15位                     | 関西大学                 |
| 16位                     | 愛知教育大学             |
| 17位                     | 中部大学                 |
| 18位                     | 北海道大学               |
| 19位                     | 大東文化大学             |
| 20位                     | 新潟大学                 |

| 第18回 （1987年1月18日） | 第18回 （1987年1月18日） |
| ------------------------ | ------------------------ |
| 優勝                     | 日本体育大学(9)          |
| 2位                      | 京都産業大学             |
| 3位                      | 日本大学                 |
| 4位                      | 専修大学                 |
| 5位                      | 福岡大学                 |
| 6位                      | 大東文化大学             |
| 7位                      | 東海大学                 |
| 8位                      | 東洋大学                 |
| 9位                      | 中京大学                 |
| 10位                     | 大阪体育大学             |
| 11位                     | 九州産業大学             |
| 12位                     | 関西大学                 |
| 13位                     | 大阪経済大学             |
| 14位                     | 久留米大学               |
| 15位                     | 仙台大学                 |
| 16位                     | 名古屋商科大学           |
| 17位                     | 徳山大学                 |
| 18位                     | 新潟大学                 |
| 18位                     | 北海道大学               |
| 20位                     | 中部大学                 |

| 第19回 （1988年1月17日） | 第19回 （1988年1月17日） |
| ------------------------ | ------------------------ |
| 優勝                     | 日本体育大学(10)         |
| 2位                      | 日本大学                 |
| 3位                      | 大東文化大学             |
| 4位                      | 京都産業大学             |
| 5位                      | 福岡大学                 |
| 6位                      | 国士舘大学               |
| 7位                      | 大阪体育大学             |
| 8位                      | 山梨学院大学             |
| 9位                      | 東海大学                 |
| 10位                     | 大阪経済大学             |
| 11位                     | 中京大学                 |
| 12位                     | 立命館大学               |
| 13位                     | 沖縄国際大学             |
| 14位                     | 山形大学                 |
| 15位                     | 徳山大学                 |
| 16位                     | 中部大学                 |
| 17位                     | 九州大学                 |
| 18位                     | 新潟大学                 |
| 19位                     | 名古屋商科大学           |
| 20位                     | 北海道大学               |

| 第20回 （1988年11月6日） | 第20回 （1988年11月6日） |
| ------------------------ | ------------------------ |
| 優勝                     | 日本体育大学(11)         |
| 2位                      | 順天堂大学               |
| 3位                      | 日本大学                 |
| 4位                      | 中央大学                 |
| 5位                      | 京都産業大学             |
| 6位                      | 大東文化大学             |
| 7位                      | 東京農業大学             |
| 8位                      | 国士舘大学               |
| 9位                      | 東海大学                 |
| 10位                     | 山梨学院大学             |
| 11位                     | 大阪体育大学             |
| 12位                     | 中京大学                 |
| 13位                     | 立命館大学               |
| 14位                     | 福岡大学                 |
| 15位                     | 大阪経済大学             |
| 16位                     | 八幡大学                 |
| 17位                     | 徳山大学                 |
| 18位                     | 東北学院大学             |
| 19位                     | 名古屋商科大学           |
| 20位                     | 久留米大学               |
| 21位                     | 新潟大学                 |
| 22位                     | 名古屋大学               |
| 23位                     | 北海道大学               |

### 第21回〜第30回
| 第21回 （1989年11月5日） | 第21回 （1989年11月5日） |
| ------------------------ | ------------------------ |
| 優勝                     | 大東文化大学(6)          |
| 2位                      | 日本大学                 |
| 3位                      | 山梨学院大学             |
| 4位                      | 中央大学                 |
| 5位                      | 順天堂大学               |
| 6位                      | 東京農業大学             |
| 7位                      | 京都産業大学             |
| 8位                      | 専修大学                 |
| 9位                      | 東海大学                 |
| 10位                     | 中京大学                 |
| 11位                     | 日本体育大学             |
| 12位                     | 大阪経済大学             |
| 13位                     | 立命館大学               |
| 14位                     | 福岡大学                 |
| 15位                     | 名古屋商科大学           |
| 16位                     | 大阪体育大学             |
| 17位                     | 新潟大学                 |
| 18位                     | 久留米大学               |
| 19位                     | 沖縄国際大学             |
| 20位                     | 東北学院大学             |
| 21位                     | 中部大学                 |
| 22位                     | 北海道教育大学           |
| 23位                     | 徳山大学                 |

| 第22回 （1990年11月4日） | 第22回 （1990年11月4日） |
| ------------------------ | ------------------------ |
| 優勝                     | 大東文化大学(7)          |
| 2位                      | 山梨学院大学             |
| 3位                      | 日本大学                 |
| 4位                      | 中央大学                 |
| 5位                      | 日本体育大学             |
| 6位                      | 東海大学                 |
| 7位                      | 京都産業大学             |
| 8位                      | 国士舘大学               |
| 9位                      | 専修大学                 |
| 10位                     | 中京大学                 |
| 11位                     | 亜細亜大学               |
| 12位                     | 名古屋商科大学           |
| 13位                     | 大阪経済大学             |
| 14位                     | 福岡大学                 |
| 15位                     | 徳山大学※△               |
| 16位                     | 立命館大学               |
| 17位                     | 同志社大学               |
| 18位                     | 鹿屋体育大学             |
| 19位                     | 愛知工業大学             |
| 20位                     | 九州国際大学▼            |
| 21位                     | 福井工業大学※            |
| 22位                     | 秋田経済法科大学※        |
| 23位                     | 札幌学院大学※            |
| OP(9)                    | アイビーリーグ選抜       |

| 第23回 （1991年11月3日） | 第23回 （1991年11月3日） |
| ------------------------ | ------------------------ |
| 優勝                     | 日本大学(初)             |
| 2位                      | 山梨学院大学             |
| 3位                      | 大東文化大学             |
| 4位                      | 京都産業大学             |
| 5位                      | 中央大学                 |
| 6位                      | 東京農業大学             |
| 7位                      | 専修大学                 |
| 8位                      | 東海大学                 |
| 9位                      | 日本体育大学             |
| 10位                     | 鹿屋体育大学△            |
| 11位                     | 亜細亜大学               |
| 12位                     | 名古屋商科大学           |
| 13位                     | 愛知工業大学             |
| 14位                     | 広島経済大学             |
| 15位                     | 大阪体育大学             |
| 16位                     | 福岡大学                 |
| 17位                     | 中京大学                 |
| 18位                     | 大阪経済大学             |
| 19位                     | 岡山理科大学             |
| 20位                     | 立命館大学▼              |
| 21位                     | 札幌学院大学※            |
| 22位                     | 東北大学※                |
| 23位                     | 福井工業大学※            |
| OP(11)                   | アイビーリーグ選抜       |

| 第24回 （1992年11月1日） | 第24回 （1992年11月1日） |
| ------------------------ | ------------------------ |
| 優勝                     | 早稲田大学(初)           |
| 2位                      | 山梨学院大学             |
| 3位                      | 日本大学                 |
| 4位                      | 専修大学                 |
| 5位                      | 順天堂大学               |
| 6位                      | 中央大学                 |
| 7位                      | 東京農業大学             |
| 8位                      | 京都産業大学△            |
| 9位                      | 東洋大学                 |
| 10位                     | 大東文化大学             |
| 11位                     | 鹿屋体育大学             |
| 12位                     | 徳山大学                 |
| 13位                     | 広島経済大学             |
| 14位                     | 福岡大学                 |
| 15位                     | 名古屋商科大学           |
| 16位                     | 大阪経済大学             |
| 17位                     | 関西学院大学             |
| 18位                     | 愛知工業大学             |
| 19位                     | 久留米大学               |
| 20位                     | 中京大学▼                |
| 21位                     | 札幌学院大学※            |
| 22位                     | 福井工業大学※            |
| 23位                     | 東北大学※                |
| OP(12)                   | アイビーリーグ選抜       |

| 第25回 （1993年11月7日） | 第25回 （1993年11月7日） |
| ------------------------ | ------------------------ |
| 優勝                     | 早稲田大学(2)            |
| 2位                      | 中央大学                 |
| 3位                      | 日本大学                 |
| 4位                      | 山梨学院大学             |
| 5位                      | 京都産業大学             |
| 6位                      | 駒澤大学                 |
| 7位                      | 東洋大学                 |
| 8位                      | 日本体育大学             |
| 9位                      | 大東文化大学             |
| 10位                     | 広島経済大学             |
| 11位                     | 徳山大学                 |
| 12位                     | 亜細亜大学               |
| 13位                     | 大阪体育大学             |
| 14位                     | 関西大学                 |
| 15位                     | 立命館大学               |
| 16位                     | 名古屋商科大学△          |
| 17位                     | 愛知工業大学             |
| 18位                     | 鹿屋体育大学             |
| 19位                     | 札幌学院大学※            |
| 20位                     | 福岡大学                 |
| 21位                     | 福井工業大学※            |
| 22位                     | 沖縄国際大学▼            |
| 23位                     | 東北大学※                |
| OP(16)                   | アイビーリーグ選抜       |

| 第26回 （1994年11月6日） | 第26回 （1994年11月6日） |
| ------------------------ | ------------------------ |
| 優勝                     | 早稲田大学(3)            |
| 2位                      | 山梨学院大学             |
| 3位                      | 中央大学                 |
| 4位                      | 日本大学                 |
| 5位                      | 京都産業大学             |
| 6位                      | 神奈川大学               |
| 7位                      | 広島経済大学             |
| 8位                      | 東海大学                 |
| 9位                      | 法政大学                 |
| 10位                     | 日本体育大学             |
| 11位                     | 亜細亜大学               |
| 12位                     | 徳山大学                 |
| 13位                     | 名古屋商科大学           |
| 14位                     | 関西大学                 |
| 15位                     | 鹿屋体育大学△            |
| 16位                     | 中京大学                 |
| 17位                     | 愛知工業大学             |
| 18位                     | 大阪経済大学             |
| 19位                     | 札幌学院大学※            |
| 20位                     | 大阪体育大学             |
| 21位                     | 福井工業大学※            |
| 22位                     | 福岡大学▼                |
| 23位                     | 東北大学※                |
| OP(18)                   | アイビーリーグ選抜       |

| 第27回 （1995年11月5日） | 第27回 （1995年11月5日） |
| ------------------------ | ------------------------ |
| 優勝                     | 早稲田大学(4)            |
| 2位                      | 中央大学                 |
| 3位                      | 山梨学院大学             |
| 4位                      | 神奈川大学               |
| 5位                      | 法政大学                 |
| 6位                      | 大東文化大学             |
| 7位                      | 京都産業大学             |
| 8位                      | 亜細亜大学               |
| 9位                      | 東海大学                 |
| 10位                     | 広島経済大学             |
| 11位                     | 関西大学                 |
| 12位                     | 日本体育大学             |
| 13位                     | 徳山大学                 |
| 14位                     | 名古屋商科大学           |
| 15位                     | 鹿屋体育大学△            |
| 16位                     | 第一工業大学             |
| 17位                     | 愛知工業大学             |
| 18位                     | 中京大学                 |
| 19位                     | 近畿大学                 |
| 20位                     | 龍谷大学▼                |
| 21位                     | 福井工業大学※            |
| 22位                     | 東北大学※                |
| 23位                     | 札幌学院大学※            |
| OP(18)                   | アイビーリーグ選抜       |

| 第28回 （1996年11月3日） | 第28回 （1996年11月3日） |
| ------------------------ | ------------------------ |
| 優勝                     | 神奈川大学(初)           |
| 2位                      | 山梨学院大学             |
| 3位                      | 京都産業大学△            |
| 4位                      | 早稲田大学               |
| 5位                      | 順天堂大学               |
| 6位                      | 亜細亜大学               |
| 7位                      | 東洋大学                 |
| 8位                      | 駒澤大学                 |
| 9位                      | 中央大学                 |
| 10位                     | 東海大学                 |
| 11位                     | 広島経済大学             |
| 12位                     | 徳山大学                 |
| 13位                     | 鹿屋体育大学             |
| 14位                     | 名古屋商科大学           |
| 15位                     | 第一工業大学             |
| 16位                     | 立命館大学               |
| 17位                     | 愛知工業大学             |
| 18位                     | 近畿大学                 |
| 19位                     | 福岡大学                 |
| 20位                     | 山形大学※                |
| 21位                     | 中京大学▼                |
| 22位                     | 福井工業大学※            |
| 23位                     | 札幌学院大学※            |
| OP(16)                   | アイビーリーグ選抜       |

| 第29回 （1997年11月2日） | 第29回 （1997年11月2日） |
| ------------------------ | ------------------------ |
| 優勝                     | 神奈川大学(2)            |
| 2位                      | 山梨学院大学             |
| 3位                      | 早稲田大学               |
| 4位                      | 駒澤大学                 |
| 5位                      | 拓殖大学                 |
| 6位                      | 順天堂大学               |
| 7位                      | 京都産業大学             |
| 8位                      | 大東文化大学             |
| 9位                      | 東海大学                 |
| 10位                     | 中央大学                 |
| 11位                     | 広島経済大学             |
| 12位                     | 第一工業大学             |
| 13位                     | 鹿屋体育大学             |
| 14位                     | 徳山大学                 |
| 15位                     | 立命館大学               |
| 16位                     | 近畿大学                 |
| 17位                     | 名古屋商科大学△          |
| 18位                     | 愛知工業大学             |
| 19位                     | 福岡大学                 |
| 20位                     | 大阪経済大学▼            |
| 21位                     | 山形大学※                |
| 22位                     | 福井工業大学※            |
| 23位                     | 北海道大学※              |
| OP(18)                   | アイビーリーグ選抜       |

| 第30回 （1998年11月1日） | 第30回 （1998年11月1日） |
| ------------------------ | ------------------------ |
| 優勝                     | 駒澤大学(初)             |
| 2位                      | 山梨学院大学             |
| 3位                      | 拓殖大学                 |
| 4位                      | 神奈川大学               |
| 5位                      | 中央大学                 |
| 6位                      | 京都産業大学△            |
| 7位                      | 東海大学                 |
| 8位                      | 順天堂大学               |
| 9位                      | 早稲田大学               |
| 10位                     | 第一工業大学             |
| 11位                     | 大東文化大学             |
| 12位                     | 広島経済大学             |
| 13位                     | 鹿屋体育大学             |
| 14位                     | 名古屋商科大学           |
| 15位                     | 福岡大学                 |
| 16位                     | 龍谷大学                 |
| 17位                     | 奈良産業大学             |
| 18位                     | 名古屋大学               |
| 19位                     | 徳山大学                 |
| 20位                     | 中京大学▼                |
| 21位                     | 仙台大学※                |
| 22位                     | 札幌学院大学※            |
| 23位                     | 福井工業大学※            |

### 第31回〜第40回
| 第31回 （1999年11月7日） | 第31回 （1999年11月7日） |
| ------------------------ | ------------------------ |
| 優勝                     | 駒澤大学(2)              |
| 2位                      | 山梨学院大学             |
| 3位                      | 順天堂大学               |
| 4位                      | 中央大学                 |
| 5位                      | 京都産業大学△            |
| 6位                      | 神奈川大学               |
| 7位                      | 東海大学                 |
| 8位                      | 拓殖大学                 |
| 9位                      | 早稲田大学               |
| 10位                     | 大東文化大学             |
| 11位                     | 日本大学                 |
| 12位                     | 法政大学                 |
| 13位                     | 第一工業大学             |
| 14位                     | 鹿屋体育大学             |
| 15位                     | 広島経済大学             |
| 16位                     | 名古屋商科大学           |
| 17位                     | 関西大学                 |
| 18位                     | 徳山大学                 |
| 19位                     | 近畿大学                 |
| 20位                     | 福岡大学                 |
| 21位                     | 四日市大学               |
| 22位                     | 大阪学院大学▼            |
| 23位                     | 信州大学※                |
| 24位                     | 仙台大学※                |
| 25位                     | 札幌学院大学※            |

| 第32回 （2000年11月5日） | 第32回 （2000年11月5日） |
| ------------------------ | ------------------------ |
| 優勝                     | 順天堂大学(初)           |
| 2位                      | 駒澤大学                 |
| 3位                      | 大東文化大学             |
| 4位                      | 山梨学院大学             |
| 5位                      | 日本大学                 |
| 6位                      | 神奈川大学               |
| 7位                      | 中央大学                 |
| 8位                      | 法政大学                 |
| 9位                      | 東海大学                 |
| 10位                     | 京都産業大学△            |
| 11位                     | 早稲田大学               |
| 12位                     | 鹿屋体育大学             |
| 13位                     | 第一工業大学             |
| 14位                     | 拓殖大学                 |
| 15位                     | 四日市大学               |
| 16位                     | 広島経済大学             |
| 17位                     | 徳山大学                 |
| 18位                     | 名古屋商科大学           |
| 19位                     | 関西大学                 |
| 20位                     | 愛知工業大学             |
| 21位                     | 近畿大学                 |
| 22位                     | 仙台大学※                |
| 23位                     | 福岡大学▼                |
| 24位                     | 札幌学院大学※            |
| 25位                     | 金沢経済大学※            |

| 第33回 （2001年11月4日） | 第33回 （2001年11月4日） |
| ------------------------ | ------------------------ |
| 優勝                     | 駒澤大学◎(3)             |
| 2位                      | 山梨学院大学◎            |
| 3位                      | 順天堂大学◎              |
| 4位                      | 中央大学                 |
| 5位                      | 法政大学                 |
| 6位                      | 早稲田大学               |
| 7位                      | 大東文化大学◎            |
| 8位                      | 日本大学◎                |
| 9位                      | 神奈川大学◎              |
| 10位                     | 帝京大学                 |
| 11位                     | 京都産業大学             |
| 12位                     | 専修大学                 |
| 13位                     | 拓殖大学                 |
| 14位                     | 徳山大学                 |
| 15位                     | 愛知工業大学             |
| 16位                     | 第一工業大学△            |
| 17位                     | 広島経済大学             |
| 18位                     | 名古屋大学               |
| 19位                     | 福岡大学                 |
| 20位                     | 立命館大学               |
| 21位                     | 四日市大学               |
| 22位                     | 関西大学▼                |
| 23位                     | 札幌学院大学※            |
| 24位                     | 金沢経済大学※            |
| 25位                     | 仙台大学※                |

| 第34回 （2002年11月3日） | 第34回 （2002年11月3日） |
| ------------------------ | ------------------------ |
| 優勝                     | 駒澤大学◎(4)             |
| 2位                      | 山梨学院大学◎            |
| 3位                      | 日本大学                 |
| 4位                      | 大東文化大学             |
| 5位                      | 東洋大学                 |
| 6位                      | 早稲田大学◎              |
| 7位                      | 中央大学◎                |
| 8位                      | 順天堂大学◎              |
| 9位                      | 法政大学◎                |
| 10位                     | 東海大学                 |
| 11位                     | 京都産業大学△            |
| 12位                     | 神奈川大学               |
| 13位                     | 第一工業大学             |
| 14位                     | 徳山大学                 |
| 15位                     | 帝京大学                 |
| 16位                     | 立命館大学               |
| 17位                     | 四日市大学               |
| 18位                     | 愛知工業大学             |
| 19位                     | 鹿屋体育大学             |
| 20位                     | 広島経済大学             |
| 21位                     | 福岡大学                 |
| 22位                     | 名古屋商科大学 ▼         |
| 23位                     | 東北学院大学※            |
| 24位                     | 信州大学※                |
| 25位                     | 札幌学院大学※            |

| 第35回 （2003年11月2日） | 第35回 （2003年11月2日） |
| ------------------------ | ------------------------ |
| 優勝                     | 東海大学(初)             |
| 2位                      | 大東文化大学◎            |
| 3位                      | 山梨学院大学◎            |
| 4位                      | 駒澤大学◎                |
| 5位                      | 日本体育大学             |
| 6位                      | 中央学院大学             |
| 7位                      | 日本大学◎                |
| 8位                      | 法政大学                 |
| 9位                      | 東洋大学◎                |
| 10位                     | 京都産業大学             |
| 11位                     | 拓殖大学                 |
| 12位                     | 立命館大学               |
| 13位                     | 國學院大學               |
| 14位                     | 徳山大学                 |
| 15位                     | 広島経済大学             |
| 16位                     | 第一工業大学             |
| 17位                     | 大阪体育大学             |
| 18位                     | 東北福祉大学※△           |
| 19位                     | 福岡大学                 |
| 20位                     | 四日市大学               |
| 21位                     | 愛知工業大学             |
| 22位                     | 高岡法科大学※            |
| 23位                     | 北海道教育大学※          |
| 24位                     | 鹿屋体育大学             |
| 棄権                     | 早稲田大学◎▼             |

| 第36回 （2004年11月7日） | 第36回 （2004年11月7日） |
| ------------------------ | ------------------------ |
| 優勝                     | 駒澤大学◎△(5)            |
| 2位                      | 日本大学                 |
| 3位                      | 中央大学                 |
| 4位                      | 山梨学院大学◎            |
| 5位                      | 順天堂大学               |
| 6位                      | 日本体育大学◎            |
| 7位                      | 神奈川大学               |
| 8位                      | 東海大学◎                |
| 9位                      | 大東文化大学◎            |
| 10位                     | 亜細亜大学               |
| 11位                     | 京都産業大学             |
| 12位                     | 立命館大学               |
| 13位                     | 中央学院大学◎            |
| 14位                     | 徳山大学                 |
| 15位                     | 東北福祉大学             |
| 16位                     | 第一工業大学             |
| 17位                     | 広島経済大学             |
| 18位                     | 東北大学                 |
| 19位                     | 四日市大学               |
| 20位                     | 大阪体育大学             |
| 21位                     | 福岡大学                 |
| 22位                     | 名古屋大学               |
| 23位                     | 高岡法科大学※            |
| 24位                     | 鹿屋体育大学             |
| 25位                     | 札幌学院大学※            |

| 第37回 （2005年11月6日） | 第37回 （2005年11月6日） |
| ------------------------ | ------------------------ |
| 優勝                     | 日本大学◎(2)             |
| 2位                      | 中央大学◎                |
| 3位                      | 駒澤大学◎                |
| 4位                      | 山梨学院大学◎            |
| 5位                      | 日本体育大学◎            |
| 6位                      | 大東文化大学             |
| 7位                      | 神奈川大学               |
| 8位                      | 東洋大学                 |
| 9位                      | 中央学院大学             |
| 10位                     | 第一工業大学※△           |
| 11位                     | 亜細亜大学               |
| 12位                     | 京都産業大学             |
| 13位                     | 法政大学                 |
| 14位                     | 順天堂大学◎              |
| 15位                     | 専修大学                 |
| 16位                     | 立命館大学               |
| 17位                     | 徳山大学                 |
| 18位                     | 広島経済大学             |
| 19位                     | 近畿大学                 |
| 20位                     | 大阪体育大学             |
| 21位                     | 四日市大学※              |
| 22位                     | 東北福祉大学             |
| 23位                     | 東北学院大学▼            |
| 24位                     | 高岡法科大学※            |
| 25位                     | 札幌学院大学※            |

| 第38回 （2006年11月5日） | 第38回 （2006年11月5日） |
| ------------------------ | ------------------------ |
| 優勝                     | 駒澤大学◎(6)             |
| 2位                      | 日本大学◎                |
| 3位                      | 中央大学◎                |
| 4位                      | 順天堂大学               |
| 5位                      | 山梨学院大学◎            |
| 6位                      | 日本体育大学◎            |
| 7位                      | 亜細亜大学               |
| 8位                      | 東洋大学                 |
| 9位                      | 第一工業大学             |
| 10位                     | 城西大学                 |
| 11位                     | 大東文化大学◎            |
| 12位                     | 神奈川大学               |
| 13位                     | 明治大学                 |
| 14位                     | 立命館大学               |
| 15位                     | 國學院大學               |
| 16位                     | 京都産業大学             |
| 17位                     | 日本文理大学             |
| 18位                     | 徳山大学                 |
| 19位                     | 近畿大学                 |
| 20位                     | 四日市大学※              |
| 21位                     | 奈良産業大学             |
| 22位                     | 広島経済大学             |
| 23位                     | 東北福祉大学※            |
| 24位                     | 高岡法科大学※            |
| 25位                     | 札幌学院大学※            |
| OP(18)                   | 東海学連選抜             |

| 第39回 （2007年11月4日） | 第39回 （2007年11月4日） |
| ------------------------ | ------------------------ |
| 優勝                     | 駒澤大学◎(7)             |
| 2位                      | 日本体育大学◎            |
| 3位                      | 中央大学◎                |
| 4位                      | 東海大学                 |
| 5位                      | 早稲田大学               |
| 6位                      | 山梨学院大学◎            |
| 7位                      | 日本大学◎                |
| 8位                      | 大東文化大学             |
| 9位                      | 拓殖大学                 |
| 10位                     | 中央学院大学             |
| 11位                     | 順天堂大学◎              |
| 12位                     | 城西大学                 |
| 13位                     | 第一工業大学             |
| 14位                     | 立命館大学               |
| 15位                     | 京都産業大学             |
| 16位                     | 日本文理大学             |
| 17位                     | 長崎国際大学             |
| 18位                     | 高岡法科大学※△           |
| 19位                     | 愛知工業大学             |
| 20位                     | 四日市大学               |
| 21位                     | 東北福祉大学※            |
| 22位                     | 広島経済大学             |
| 23位                     | 関西大学                 |
| 24位                     | 札幌学院大学※            |
| 25位                     | 広島大学▼                |
| OP(17)                   | 東海学連選抜             |

| 第40回 （2008年11月2日） | 第40回 （2008年11月2日） |
| ------------------------ | ------------------------ |
| 優勝                     | 駒澤大学◎(8)             |
| 2位                      | 早稲田大学◎              |
| 3位                      | 山梨学院大学◎            |
| 4位                      | 東洋大学                 |
| 5位                      | 中央学院大学             |
| 6位                      | 日本大学                 |
| 7位                      | 第一工業大学             |
| 8位                      | 中央大学◎                |
| 9位                      | 日本体育大学◎            |
| 10位                     | 東京農業大学             |
| 11位                     | 明治大学                 |
| 12位                     | 東海大学◎                |
| 13位                     | 帝京大学                 |
| 14位                     | 立命館大学               |
| 15位                     | 京都産業大学             |
| 16位                     | 日本文理大学             |
| 17位                     | 東北福祉大学※△           |
| 18位                     | 奈良産業大学             |
| 19位                     | 福岡大学                 |
| 20位                     | 高岡法科大学             |
| 21位                     | 広島大学※                |
| 22位                     | 札幌学院大学※            |
| 23位                     | 中京大学                 |
| 24位                     | 愛知工業大学             |
| 25位                     | 信州大学▼                |
| OP(16)                   | 東海学連選抜             |

### 第41回〜第50回
| 第41回 （2009年11月1日） | 第41回 （2009年11月1日） |
| ------------------------ | ------------------------ |
| 優勝                     | 日本大学◎(3)             |
| 2位                      | 東洋大学◎                |
| 3位                      | 明治大学                 |
| 4位                      | 早稲田大学◎              |
| 5位                      | 山梨学院大学◎            |
| 6位                      | 中央大学                 |
| 7位                      | 駒澤大学◎                |
| 8位                      | 中央学院大学◎            |
| 9位                      | 東海大学                 |
| 10位                     | 第一工業大学             |
| 11位                     | 立命館大学               |
| 12位                     | 東京農業大学             |
| 13位                     | 京都産業大学             |
| 14位                     | 専修大学                 |
| 15位                     | 青山学院大学             |
| 16位                     | 日本文理大学             |
| 17位                     | 大阪経済大学             |
| 18位                     | 名古屋大学               |
| 19位                     | 中京大学                 |
| 20位                     | 札幌学院大学※            |
| 21位                     | 福岡大学                 |
| 22位                     | 東北福祉大学             |
| 23位                     | 東北大学                 |
| 24位                     | 信州大学※                |
| 25位                     | 広島大学※                |
| OP(16)                   | 東海学連選抜             |

| 第42回 （2010年11月7日） | 第42回 （2010年11月7日） |
| ------------------------ | ------------------------ |
| 優勝                     | 早稲田大学◎(5)           |
| 2位                      | 駒澤大学                 |
| 3位                      | 東洋大学◎                |
| 4位                      | 日本大学◎                |
| 5位                      | 東海大学                 |
| 6位                      | 明治大学◎                |
| 7位                      | 日本体育大学             |
| 8位                      | 中央大学◎                |
| 9位                      | 山梨学院大学◎            |
| 10位                     | 帝京大学                 |
| 11位                     | 城西大学                 |
| 12位                     | 国士舘大学               |
| 13位                     | 京都産業大学             |
| 14位                     | 立命館大学               |
| 15位                     | 第一工業大学             |
| 16位                     | 名古屋大学               |
| 17位                     | 奈良産業大学             |
| 18位                     | 日本文理大学             |
| 19位                     | 中京大学                 |
| 20位                     | 東北福祉大学             |
| 21位                     | 札幌学院大学※△           |
| 22位                     | 長崎国際大学             |
| 23位                     | 信州大学※                |
| 24位                     | 東北学院大学▼            |
| 25位                     | 広島大学※                |
| OP(16)                   | 東海学連選抜             |

| 第43回 （2011年11月6日） | 第43回 （2011年11月6日） |
| ------------------------ | ------------------------ |
| 優勝                     | 駒澤大学◎(9)             |
| 2位                      | 東洋大学◎                |
| 3位                      | 早稲田大学◎              |
| 4位                      | 日本大学◎                |
| 5位                      | 中央大学                 |
| 6位                      | 上武大学                 |
| 7位                      | 東海大学◎                |
| 8位                      | 明治大学◎                |
| 9位                      | 青山学院大学             |
| 10位                     | 城西大学                 |
| 11位                     | 帝京大学                 |
| 12位                     | 京都産業大学             |
| 13位                     | 日本体育大学             |
| 14位                     | 立命館大学               |
| 15位                     | 関西学院大学             |
| 16位                     | 第一工業大学             |
| 17位                     | 愛知工業大学             |
| 18位                     | 日本文理大学             |
| 19位                     | 中京大学                 |
| 20位                     | 福岡大学                 |
| 21位                     | 札幌学院大学             |
| 22位                     | 新潟大学※△               |
| 22位                     | 広島大学※                |
| 24位                     | 東北福祉大学※            |
| 25位                     | 北海道大学▼              |
| OP(20)                   | 東海学連選抜             |
| OP(22)                   | 東北学連選抜             |

| 第44回 （2012年11月4日） | 第44回 （2012年11月4日） |
| ------------------------ | ------------------------ |
| 優勝                     | 駒澤大学◎(10)            |
| 2位                      | 東洋大学◎                |
| 3位                      | 早稲田大学◎              |
| 4位                      | 日本体育大学             |
| 5位                      | 明治大学                 |
| 6位                      | 日本大学◎                |
| 7位                      | 上武大学◎ /関東1         |
| 8位                      | 山梨学院大学 /関東2      |
| 9位                      | 中央大学◎ /関東3         |
| 10位                     | 神奈川大学 /関東4        |
| 11位                     | 帝京大学 /関東5          |
| 12位                     | 東海大学 /関東6          |
| 13位                     | 立命館大学 /関西1        |
| 14位                     | 関西学院大学 /関西2      |
| 15位                     | 大阪経済大学 /関西3      |
| 16位                     | 日本文理大学 /九州1      |
| 17位                     | 名古屋大学 /東海1        |
| 18位                     | 第一工業大学             |
| 19位                     | 中京大学                 |
| 20位                     | 信州大学                 |
| 21位                     | 新潟大学                 |
| 22位                     | 広島大学                 |
| 23位                     | 札幌学院大学             |
| 24位                     | 福岡大学                 |
| 25位                     | 東北福祉大学             |
| OP(18)                   | 東海学連選抜             |

| 第45回 （2013年11月3日） | 第45回 （2013年11月3日） |
| ------------------------ | ------------------------ |
| 優勝                     | 駒澤大学◎(11)            |
| 2位                      | 東洋大学◎                |
| 3位                      | 明治大学◎                |
| 4位                      | 早稲田大学◎              |
| 5位                      | 山梨学院大学             |
| 6位                      | 青山学院大学             |
| 7位                      | 大東文化大学 /関東1      |
| 8位                      | 日本体育大学◎/関東2      |
| 9位                      | 日本大学◎ /関東3         |
| 10位                     | 順天堂大学 /関東4        |
| 11位                     | 中央学院大学 /関東5      |
| 12位                     | 法政大学 /関東6          |
| 13位                     | 帝京大学△ /関東7         |
| 14位                     | 京都産業大学 /関西1      |
| 15位                     | 立命館大学 /関西2        |
| 16位                     | 関西学院大学 /関西3      |
| 17位                     | 大阪経済大学△ /関西4     |
| 18位                     | 日本文理大学▼            |
| 19位                     | 第一工業大学             |
| 20位                     | 中京大学▼                |
| 21位                     | 東北大学                 |
| 22位                     | 広島大学                 |
| 23位                     | 岐阜経済大学             |
| 24位                     | 新潟大学                 |
| 25位                     | 札幌学院大学             |
| OP(17)                   | 東海学連選抜             |

| 第46回 （2014年11月2日） | 第46回 （2014年11月2日） |
| ------------------------ | ------------------------ |
| 優勝                     | 駒澤大学◎(12)            |
| 2位                      | 明治大学◎                |
| 3位                      | 青山学院大学◎            |
| 4位                      | 東洋大学◎                |
| 5位                      | 山梨学院大学◎            |
| 6位                      | 東海大学                 |
| 7位                      | 早稲田大学◎ /関東1       |
| 8位                      | 大東文化大学 /関東2      |
| 9位                      | 順天堂大学 /関東3        |
| 10位                     | 神奈川大学 /関東4        |
| 11位                     | 日本体育大学 /関東5      |
| 12位                     | 京都産業大学 /関西1      |
| 13位                     | 上武大学 /関東6          |
| 14位                     | 中央学院大学 /関東7      |
| 15位                     | 城西大学△ /関東8         |
| 16位                     | 関西学院大学 /関西2      |
| 17位                     | 立命館大学 /関西3        |
| 18位                     | 京都大学▼                |
| 19位                     | 大阪経済大学             |
| 20位                     | 広島経済大学             |
| 21位                     | 中京大学                 |
| 22位                     | 信州大学                 |
| 23位                     | 東北大学                 |
| 24位                     | 第一工業大学             |
| 25位                     | 札幌学院大学             |
| OP(19)                   | 東海学連選抜             |

| 第47回 （2015年11月1日） | 第47回 （2015年11月1日） |
| ------------------------ | ------------------------ |
| 優勝                     | 東洋大学◎(初)            |
| 2位                      | 青山学院大学◎            |
| 3位                      | 駒澤大学◎                |
| 4位                      | 早稲田大学               |
| 5位                      | 東海大学◎                |
| 6位                      | 明治大学◎                |
| 7位                      | 山梨学院大学◎ /関東1     |
| 8位                      | 順天堂大学 /関東2        |
| 9位                      | 中央学院大学 /関東3      |
| 10位                     | 日本大学 /関東4          |
| 11位                     | 京都産業大学 /関西1      |
| 12位                     | 日本体育大学 /関東5      |
| 13位                     | 神奈川大学 /関東6        |
| 14位                     | 帝京大学 /関東7          |
| 15位                     | 國學院大學 /関東8        |
| 16位                     | 関西学院大学 /関西2      |
| 17位                     | 立命館大学 /関西3        |
| 18位                     | 大東文化大学             |
| 19位                     | 関西大学                 |
| 20位                     | 岐阜経済大学             |
| 21位                     | 第一工業大学             |
| 22位                     | 広島経済大学             |
| 23位                     | 信州大学                 |
| 24位                     | 東北大学                 |
| 25位                     | 札幌学院大学             |
| OP(19)                   | 全日本大学選抜           |
| OP(21)                   | 東海学連選抜             |

| 第48回 （2016年11月6日） | 第48回 （2016年11月6日） |
| ------------------------ | ------------------------ |
| 優勝                     | 青山学院大学◎(初)        |
| 2位                      | 早稲田大学◎              |
| 3位                      | 山梨学院大学             |
| 4位                      | 駒澤大学◎                |
| 5位                      | 中央学院大学             |
| 6位                      | 東洋大学◎                |
| 7位                      | 東海大学◎ /関東1         |
| 8位                      | 拓殖大学 /関東2          |
| 9位                      | 國學院大學 /関東3        |
| 10位                     | 帝京大学 /関東4          |
| 11位                     | 明治大学◎ /関東5         |
| 12位                     | 日本大学 /関東6          |
| 13位                     | 日本体育大学 /関東7      |
| 14位                     | 国士舘大学 /関東8        |
| 15位                     | 大東文化大学 (関東9)     |
| 16位                     | 立命館大学 /関西1        |
| 17位                     | 京都産業大学 /関西2      |
| 18位                     | 岐阜経済大学△ /東海1     |
| 19位                     | 広島経済大学             |
| 20位                     | 大阪経済大学▼            |
| 21位                     | 関西大学                 |
| 22位                     | 日本文理大学             |
| 23位                     | 東北大学                 |
| 24位                     | 新潟大学                 |
| 25位                     | 北海道教育大学           |
| OP(20)                   | 全日本大学選抜           |
| OP(16)                   | 東海学連選抜             |

| 第49回 （2017年11月5日） | 第49回 （2017年11月5日） |
| ------------------------ | ------------------------ |
| 優勝                     | 神奈川大学(3)            |
| 2位                      | 東海大学                 |
| 3位                      | 青山学院大学◎            |
| 4位                      | 駒澤大学◎                |
| 5位                      | 東洋大学◎                |
| 6位                      | 中央学院大学◎            |
| 7位                      | 早稲田大学◎ /関東1       |
| 8位                      | 帝京大学 /関東2          |
| 9位                      | 山梨学院大学◎ /関東3     |
| 10位                     | 法政大学 /関東4          |
| 11位                     | 國學院大學 /関東5        |
| 12位                     | 順天堂大学 /関東6        |
| 13位                     | 城西大学 /関東7          |
| 14位                     | 大東文化大学 /関東8      |
| 15位                     | 明治大学 (関東9)         |
| 16位                     | 立命館大学 /関西1        |
| 17位                     | 皇學館大学 /東海1        |
| 18位                     | 京都産業大学 /関西2      |
| 19位                     | 関西学院大学             |
| 20位                     | 広島経済大学             |
| 21位                     | 愛知工業大学             |
| 22位                     | 第一工業大学             |
| 23位                     | 東北大学                 |
| 24位                     | 北海道大学               |
| 25位                     | 新潟大学                 |
| OP(17)                   | 全日本大学選抜           |
| OP(23)                   | 東海学連選抜             |

| 第50回 （2018年11月4日） | 第50回 （2018年11月4日） |
| ------------------------ | ------------------------ |
| 優勝                     | 青山学院大学◎(2)         |
| 2位                      | 東海大学◎                |
| 3位                      | 東洋大学◎                |
| 4位                      | 駒澤大学◎                |
| 5位                      | 帝京大学                 |
| 6位                      | 國學院大學               |
| 7位                      | 法政大学                 |
| 8位                      | 城西大学                 |
| 9位                      | 明治大学 /関東1          |
| 10位                     | 神奈川大学◎ /関東2       |
| 11位                     | 日本大学 /関東3          |
| 12位                     | 日本体育大学 /関東4      |
| 13位                     | 順天堂大学 /関東5        |
| 14位                     | 中央学院大学◎ /関東6     |
| 15位                     | 早稲田大学 (関東7)       |
| 16位                     | 立命館大学 /関西1        |
| 17位                     | 京都産業大学 /関西2      |
| 18位                     | 皇學館大学 /東海1        |
| 19位                     | 愛知工業大学             |
| 20位                     | 広島経済大学             |
| 21位                     | 第一工業大学             |
| 22位                     | 大阪経済大学             |
| 23位                     | 札幌学院大学             |
| 24位                     | 新潟医療福祉大学         |
| 25位                     | 東北大学                 |
| OP(17)                   | 日本学連選抜             |
| OP(20)                   | 東海学連選抜             |

### 第51回〜
| 第51回 （2019年11月3日） | 第51回 （2019年11月3日） |
| ------------------------ | ------------------------ |
| 優勝                     | 東海大学◎(2)             |
| 2位                      | 青山学院大学◎            |
| 3位                      | 駒澤大学◎                |
| 4位                      | 東京国際大学             |
| 5位                      | 東洋大学◎                |
| 6位                      | 早稲田大学               |
| 7位                      | 國學院大學◎              |
| 8位                      | 帝京大学◎                |
| 9位                      | 順天堂大学 /関東1        |
| 10位                     | 中央学院大学 /関東2      |
| 11位                     | 法政大学◎ /関東3         |
| 12位                     | 立命館大学 /関西1        |
| 13位                     | 城西大学◎ /関東4         |
| 14位                     | 日本体育大学 /関東5      |
| 15位                     | 明治大学 /関東6          |
| 16位                     | 拓殖大学 (関東7)         |
| 17位                     | 関西学院大学 /関西2      |
| 18位                     | 京都産業大学△ /関西3     |
| 19位                     | 皇學館大学▼              |
| 20位                     | 札幌学院大学             |
| 21位                     | 愛知工業大学             |
| 22位                     | 環太平洋大学             |
| 23位                     | 新潟大学                 |
| 24位                     | 第一工業大学             |
| 25位                     | 東北福祉大学             |
| OP(15)                   | 日本学連選抜             |
| OP(22)                   | 東海学連選抜             |

| 第52回 （2020年11月1日） | 第52回 （2020年11月1日） |
| ------------------------ | ------------------------ |
| 優勝                     | 駒澤大学◎(13)            |
| 2位                      | 東海大学◎                |
| 3位                      | 明治大学                 |
| 4位                      | 青山学院大学◎            |
| 5位                      | 早稲田大学◎              |
| 6位                      | 東洋大学◎                |
| 7位                      | 帝京大学◎                |
| 8位                      | 順天堂大学               |
| 9位                      | 國學院大學◎ /関東1       |
| 10位                     | 東京国際大学◎ /関東2     |
| 11位                     | 中央学院大学 /関東3      |
| 12位                     | 日本体育大学 /関東4      |
| 13位                     | 山梨学院大学 /関東5      |
| 14位                     | 日本大学 /関東6          |
| 15位                     | 立命館大学 /関西1        |
| 16位                     | 城西大学 (関東7)         |
| 17位                     | 皇學館大学△ /東海1       |
| 18位                     | 関西学院大学 /関西2      |
| 19位                     | びわこ学院大学▼          |
| 20位                     | 広島経済大学             |
| 21位                     | 京都産業大学             |
| 22位                     | 信州大学                 |
| 23位                     | 札幌学院大学             |
| 24位                     | 日本文理大学             |
| 25位                     | 東北大学                 |

| 第53回 （2021年11月7日） | 第53回 （2021年11月7日） |
| ------------------------ | ------------------------ |
| 優勝                     | 駒澤大学◎(14)            |
| 2位                      | 青山学院大学◎            |
| 3位                      | 順天堂大学◎              |
| 4位                      | 國學院大學               |
| 5位                      | 東京国際大学             |
| 6位                      | 早稲田大学◎              |
| 7位                      | 明治大学◎                |
| 8位                      | 中央大学                 |
| 9位                      | 法政大学 /関東1          |
| 10位                     | 東洋大学◎ /関東2         |
| 11位                     | 中央学院大学 /関東3      |
| 12位                     | 東海大学◎ /関東4         |
| 13位                     | 帝京大学◎ /関東5         |
| 14位                     | 拓殖大学 /関東6          |
| 15位                     | 日本体育大学 (関東7)     |
| 16位                     | 関西学院大学 /関西1      |
| 17位                     | 皇學館大学 /東海1        |
| 18位                     | 立命館大学 /関西2        |
| 19位                     | 大阪経済大学             |
| 20位                     | 札幌学院大学             |
| 21位                     | 岐阜協立大学             |
| 22位                     | 環太平洋大学             |
| 23位                     | 東北大学                 |
| 24位                     | 第一工科大学             |
| 25位                     | 信州大学                 |
| OP(15)                   | 日本学連選抜             |
| OP(23)                   | 東海学連選抜             |

| 第54回 （2022年11月6日） | 第54回 （2022年11月6日） |
| ------------------------ | ------------------------ |
| 優勝                     | 駒澤大学◎(15)            |
| 2位                      | 國學院大學◎              |
| 3位                      | 青山学院大学◎            |
| 4位                      | 順天堂大学◎              |
| 5位                      | 創価大学                 |
| 6位                      | 早稲田大学◎              |
| 7位                      | 中央大学◎                |
| 8位                      | 東洋大学                 |
| 9位                      | 明治大学◎ /関東1         |
| 10位                     | 東海大学 /関東2          |
| 11位                     | 東京国際大学◎ /関東3     |
| 12位                     | 神奈川大学 /関東4        |
| 13位                     | 中央学院大学 /関東5      |
| 14位                     | 大東文化大学 /関東6      |
| 15位                     | 日本大学 (関東7)         |
| 16位                     | 関西学院大学 /関西1      |
| 17位                     | 大阪経済大学 /関西2      |
| 18位                     | 立命館大学△ /関西3       |
| 19位                     | 札幌学院大学             |
| 20位                     | 愛知工業大学▼            |
| 21位                     | 皇學館大学               |
| 22位                     | 環太平洋大学             |
| 23位                     | 第一工科大学             |
| 24位                     | 新潟大学                 |
| 25位                     | 東北大学                 |
| OP(15)                   | 日本学連選抜             |
| OP(19)                   | 東海学連選抜             |

| 第55回 （2023年11月5日） | 第55回 （2023年11月5日） |
| ------------------------ | ------------------------ |
| 優勝                     | 駒澤大学◎(16)            |
| 2位                      | 青山学院大学◎            |
| 3位                      | 國學院大學◎              |
| 4位                      | 中央大学◎                |
| 5位                      | 城西大学                 |
| 6位                      | 創価大学◎                |
| 7位                      | 大東文化大学             |
| 8位                      | 東京国際大学             |
| 9位                      | 東海大学 /関東1          |
| 10位                     | 早稲田大学◎ /関東2       |
| 11位                     | 順天堂大学◎ /関東3       |
| 12位                     | 帝京大学 /関東4          |
| 13位                     | 東京農業大学 /関東5      |
| 14位                     | 東洋大学◎ /関東6         |
| 15位                     | 国士舘大学 (関東7)       |
| 16位                     | 大阪経済大学 /関西1      |
| 17位                     | 関西学院大学 /関西2      |
| 18位                     | 関西大学 /関西3          |
| 19位                     | 名古屋大学               |
| 20位                     | 立命館大学               |
| 21位                     | 鹿児島大学               |
| 22位                     | 札幌学院大学             |
| 23位                     | 環太平洋大学             |
| 24位                     | 新潟大学                 |
| 棄権                     | 東北学院大学             |
| OP(15)                   | 日本学連選抜             |
| OP(23)                   | 東海学連選抜             |

| 第56回 （2024年11月3日） | 第56回 （2024年11月3日） |
| ------------------------ | ------------------------ |
| 優勝                     | 國學院大學◎(初)          |
| 2位                      | 駒澤大学◎                |
| 3位                      | 青山学院大学◎            |
| 4位                      | 創価大学◎                |
| 5位                      | 早稲田大学               |
| 6位                      | 城西大学◎                |
| 7位                      | 立教大学                 |
| 8位                      | 帝京大学                 |
| 9位                      | 東京国際大学◎ /関東1     |
| 10位                     | 日本体育大学 /関東2      |
| 11位                     | 大東文化大学◎ /関東3     |
| 12位                     | 中央大学◎ /関東4         |
| 13位                     | 東洋大学 /関東5          |
| 14位                     | 神奈川大学 /関東6        |
| 15位                     | 東海大学 (関東7)         |
| 16位                     | 京都産業大学 /関西1      |
| 17位                     | 皇學館大学△ /東海1       |
| 18位                     | 大阪経済大学 /関西2      |
| 19位                     | 関西大学                 |
| 20位                     | 札幌学院大学             |
| 21位                     | 鹿児島大学               |
| 22位                     | 立命館大学▼              |
| 23位                     | 岡山大学                 |
| 24位                     | 新潟大学                 |
| 25位                     | 東北大学                 |
| OP(14)                   | 日本学連選抜             |
| OP(18)                   | 東海学連選抜             |

### 表彰
優勝校には前述どおり秩父宮賜杯、朝日新聞社優勝旗、日本学生陸上競技連合会長杯（以上持ち回り賞品）、テレビ朝日杯、メ〜テレ杯、日刊スポーツ盾が、区間賞・優勝監督・MVPにはトロフィーが授与される。また上位3校には三重県知事賞と協賛社賞が贈呈される。
2014年（第46回）大会より大会MVPが制定された。歴代受賞者は以下の通り。
| 回 | 年   | 選手     | 所属         | 学年 | 区間・順位                | 備考                                               |
| -- | ---- | -------- | ------------ | ---- | ------------------------- | -------------------------------------------------- |
| 46 | 2014 | 横手健   | 明治大学     | 3年  | 5区・区間賞               | 区間記録を25秒更新、大学史上最高の2位に貢献        |
| 47 | 2015 | 口町亮   | 東洋大学     | 3年  | 3区・区間賞               | 区間歴代2位（区間記録まで3秒）、大学の初優勝に貢献 |
| 48 | 2016 | 森田歩希 | 青山学院大学 | 2年  | 6区・区間賞               | 区間歴代3位（区間記録まで9秒）、大学の初優勝に貢献 |
| 49 | 2017 | 阿部弘輝 | 明治大学     | 2年  | 7区・区間賞               | 区間記録を16年ぶりに18秒更新                       |
| 50 | 2018 | 森田歩希 | 青山学院大学 | 4年  | 7区・区間2位（日本人1位） | 首位逆転し大学の2年ぶり優勝に貢献                  |
| 51 | 2019 | 名取燎太 | 東海大学     | 3年  | 8区・区間2位（日本人1位） | 首位逆転し大学の16年ぶり優勝に貢献                 |
| 52 | 2020 | 田澤廉   | 駒澤大学     | 2年  | 8区・区間賞               | 首位逆転し大学の6年ぶり優勝に貢献                  |
| 53 | 2021 | 田澤廉   | 駒澤大学     | 3年  | 7区・区間賞               | 首位逆転し大学連覇に貢献                           |
| 54 | 2022 | 田澤廉   | 駒澤大学     | 4年  | 7区・区間賞               | 区間記録を43秒更新、大学3連覇及び大会新記録に貢献  |
| 55 | 2023 | 佐藤圭汰 | 駒澤大学     | 2年  | 2区・区間賞               | 区間記録を11秒更新、大学4連覇に貢献                |
| 56 | 2024 | 山本歩夢 | 國學院大學   | 4年  | 6区・区間賞               | 区間記録を14秒更新、大学の初優勝に貢献             |

## 歴代出場校および出場回数
※第56回まで。括弧内は出場回数。初出場が古い順に表記（左から右へ）。太字は第56回終了時点のシード校。
- 北海道地区

- 北海道大学（21）
- 札幌学院大学（31）

- 北海学園大学（1）

- 酪農学園大学（1）

- 北海道教育大学（3）

- 東北地区

- 秋田大学（2）
- 秋田経済法科大学（1）

- 仙台大学（8）
- 東北大学（17）

- 東北学院大学（16）
- 東北福祉大学（11）

- 山形大学（3）

- 関東地区

- 日本体育大学（44）
- 東京学芸大学（1）
- 国士舘大学（12）
- 駒澤大学（31）
- 山梨学院大学（31）
- 法政大学（13）
- 國學院大學（12）
- 上武大学（3）

- 日本大学（42）
- 東京理科大学（1）
- 専修大学（17）
- 東海大学（37）
- 亜細亜大学（9）
- 拓殖大学（10）
- 城西大学（11）
- 東京国際大学（6）

- 大東文化大学（45）
- 明治学院大学（1）
- 順天堂大学（28）
- 筑波大学（5）
- 早稲田大学（30）
- 帝京大学（16）
- 明治大学（16）
- 創価大学（3）

- 東京農業大学（20）
- 東京経済大学（2）
- 東洋大学（32）
- 中央大学（31）
- 神奈川大学（19）
- 中央学院大学（16）
- 青山学院大学（14）
- 立教大学（1）

- 北信越地区

- 信州大学（15）
- 福井工業大学（9）

- 金沢大学（4）
- 金沢経済大学（2）

- 金沢工業大学（5）
- 高岡法科大学（6）

- 新潟大学（15）
- 新潟医療福祉大学（1）

- 東海地区

- 中京大学（35）
- 愛知教育大学（12）
- 愛知工業大学（19）

- 名古屋大学（16）
- 岐阜大学（4）
- 四日市大学（9）

- 愛知学院大学（2）
- 名古屋商科大学（20）
- 岐阜協立大学（岐阜経済大学）（4）

- 名城大学（2）
- 中部大学（6）
- 皇學館大学（7）

- 関西地区

- 大阪商業大学（11）
- 神戸大学（2）
- 関西学院大学（13）
- 京都教育大学（3）
- びわこ学院大学（1）

- 大阪体育大学（27）
- 京都産業大学（49）
- 関西大学（14）
- 龍谷大学（2）

- 同志社大学（4）
- 京都大学（2）
- 近畿大学（8）
- 奈良産業大学（5）

- 甲南大学（2）
- 立命館大学（36）
- 大阪経済大学（26）
- 大阪学院大学（1）

- 中国四国地区

- 広島大学（11）
- 徳山大学（26）
- 岡山大学（1）

- 島根大学（4）
- 広島経済大学（23）

- 高知大学（2）
- 岡山理科大学（1）

- 山口大学（1）
- 環太平洋大学（4）

- 九州地区

- 福岡大学（39）
- 琉球大学（1）
- 九州大学（1）
- 長崎国際大学（2）

- 九州産業大学（17）
- 鹿児島大学（10）
- 鹿屋体育大学（14）

- 九州国際大学（八幡大学）（9）
- 久留米大学（4）
- 第一工科大学（第一工業大学）（26）

- 熊本商科大学（2）
- 沖縄国際大学（3）
- 日本文理大学（10）

## 現状と課題

### 関東地区と他地区の実力差
本大会は冒頭の説明にもあるとおり、大学駅伝日本一を争う最上位の競技会であるが、実際には、関東地区大会である箱根駅伝の方が知名度は勝り、関東地区の大学では箱根駅伝の前哨戦として扱われる。箱根駅伝の人気が突出したことにより、有力選手が関東学連所属大学に集中し、関東地区と他地区の実力差が顕著になっている。その結果、以下のような事象が発生している。
- 第20回（1988年）に関東地区の出場枠が増枠されて以降、中京大学や福岡大学といったそれまで上位の常連だった地方大学の成績が下降。上位入賞を続けてきた京都産業大学も第31回（1999年）の5位を最後に10位以下に低迷するようになった。
- 第32回（2000年）にシード制が導入されて以降、関東地区以外の大学がシード権を取ったことは一度もない。2000年以降の関東地区以外の大学の最高成績は、第40回（2008年）で第一工業大学が記録した7位。
- 2007年・2010年・2012年（ここまで上位12校）・2013年（上位13校）・2016年（以降上位15校）・2017年・2018年・2021年・2022年・2023年・2024年の計11大会で、関東学連所属校が上位を独占した。特に2012年および2023年は、2区以降関東勢が上位を独占した。
- 例年、後半の中継所では関東地区以外の大学の多くがほぼ繰り上げスタートになる。

対策
これまで採られた対策としては、以下のようなものがある。
- シード制の導入（2000年）
- 成績による地区出場枠数の増減（2013年）
- 区間距離の大幅な変更（2018年）

## メディア報道

### テレビ中継
地上波では、テレビ朝日とメ〜テレの共同制作で、1982年の第13回大会からテレビ朝日系列フルネット局向けに放送。1988年1月の第19回大会までは、メ〜テレをキーステーションに、大会当日夕方の「サンデープレゼント」（単発特別番組枠）で録画放送を実施。11月第1日曜日に移行した1988年の第20回大会から、メイン実況・解説用のスタジオをメ〜テレが提供する全編生中継へ移行した。中継車には、1号車・4号車とバイク（2006年導入）にテレビ朝日、2号車・3号車にメ〜テレのアナウンサーが配置される。
第49回（2017年）以降の放送時間は7:45 - 13:40（JST、8:10までは『直前情報』扱い）で、各中継所および各区間のチェックポイントには、テレビ朝日・メ〜テレのアナウンサーを配置している。さらに、出場校の監督がレース中に乗り込むバス（監督車）からは、解説陣の1人である増田明美がリポートを担当。2023年（第55回）大会からは、日本大学への在学中に箱根駅伝へ2度出場した経験を持つ俳優の和田正人が、「応援ナビゲーター」という肩書で出演している。
2019年（第51回）大会まで、朝日放送テレビと九州朝日放送も中継所の実況要員としてアナウンサーを派遣していたが、新型コロナウイルスの感染が拡大する状況で開かれた2020年（第52回）以降の大会では両局とも派遣を見合わせている。ちなみに、2020年大会の中継では、前年まで両局のアナウンサーがリポートを担当していた中継点での通過順位やレース状況を野上慎平（メ〜テレの本社スタジオでメイン実況を担当するテレビ朝日アナウンサー）が中継映像を見ながら実況。2021年（53回）以降の大会では、メイン実況（野上→大西洋平）以外のテレビ朝日アナウンサーとメ〜テレのアナウンサーを当該中継点での実況要員として配置している。
また、生中継の終盤には、テレビ朝日（またはメ〜テレ）の女性アナウンサーが優勝校の監督・選手へのインタビューを担当する。例年は、優勝校の選手から最終登録メンバー全員が登場。後続校の状況にかかわらず、1区の走者から区間順にインタビューを実施している。ただし、2020年には前述した事情で、優勝した駒澤大学からアンカー（8区）の田澤廉だけがインタビューに登場した。
1989年・1990年のセンター実況を務めていた山崎正（当時テレビ朝日アナウンサー）は当時担当していた日曜朝・昼のニュース（『ANNニュースフレッシュ』『ANNニュースライナー』）の担当から外れていた。
地上波での生中継以外では、CS放送のテレ朝チャンネルでも、生中継の録画方式で放送。2018年からは、AbemaTVでサイマル配信を実施しているが、実況・解説には地上波と別の人物を起用している。
当大会は男子の三大大学駅伝で唯一、全国の大学に毎年門戸を開放。直近の大会でシード権を獲得した参加校以外の大学にも、地区ごとの予選会を通して、地区代表校として出場する余地を設けている。このため、テレビ朝日では「真の大学日本一決定戦」と銘打って当大会を中継。例年は三大駅伝で最も早い時期に開催される出雲駅伝が台風接近の影響で中止された2014年度と、新型コロナウイルス感染拡大の影響で中止された2020年度には、当大会が同年度における三大駅伝の初戦になったことも前面に押し出していた。
なお、テレビ朝日では当大会に加えて、東京国際女子マラソン→横浜国際女子マラソン（共に毎年11月第3週に開催2014年まで）、福岡国際マラソン（毎年12月の第1日曜日に開催2021年まで）の全国ネット向け中継も制作し『テレビ朝日系列三大ロードレース実況中継』を謳い文句として宣伝していた。福岡国際マラソンは2021年の第75回大会で終了したが、運営体制を一新したうえで同名の後継大会を開催する2022年からは、テレビ朝日系列向け中継の制作業務を地元局（放送主管団体）の九州朝日放送が主導する体制へ移行している。このような事情から、テレビ朝日の主導で全国ネット向けの中継を制作する駅伝・マラソン大会は、2022年から当大会のみになった。

### ラジオ中継
文化放送の制作で「真の大学日本一決定戦」と銘打って関東地方向けに放送するほか、大会のコースが設定されている東海地方でも、2019年まで地元FM単営局のZIP-FMで同時ネット。ネット局がAM・ワイドFM兼営局の東海ラジオへ移行した2020年からは、『長谷工グループスポーツスペシャル　全日本大学駅伝対校選手権大会』という共通タイトルを中継に用いている。
実際にはラジオ中継車を出していないことから、メイン実況（放送上の呼称は「総合実況」）担当のアナウンサー（2024年は元・文化放送契約アナウンサーの寺島啓太）が同局のスタジオ（放送上の呼称は「放送センター」）でテレビ朝日の映像を見ながら実況（いわゆる「オフチューブ」方式）。テレビ中継とは別に、大学生時代に箱根駅伝で目覚ましい活躍を見せた人物を「解説者」として迎えている（2024年は坪田智夫が「解説者」・近藤幸太郎が「ゲスト解説者」として出演）。また、記録・タイム、中継点通過時点での順位速報・区間の走者の氏名・大学名、冠スポンサーからのインフォマーシャルを伝えるアナウンサー1名（2024年は長谷川太）を、「放送センター」とは別のスタジオ（放送上の呼称は「情報センター」）に入れている。さらに、コース紹介・提供クレジットの読み上げや『全国のニュース』（東海ラジオでも放送されるストレートニュースで正午前に挿入）などを担当する女性アナウンサー（2024年は鈴木純子）を別途配置しているほか、同局の現職スポーツアナウンサーから1名（2024年は斉藤一美）を三重県内の中継点とフィニッシュ地点のリポーターに派遣している。2023年までは「監督密着リポーター」（監督車に同乗しながら有力校の監督への密着取材を担うリポーター）もフィニッシュ地点のリポーター（文化放送のスポーツアナウンサー）が担っていたが、2024年の中継では、前年まで「解説者」として出演していた柏原竜二を起用している。なお、中継の時間帯に編成されているレギュラー番組については、基本として休止か放送時間の短縮で対応。東海ラジオ以外のラジオ局でもネットを実施している生放送番組の場合には、少なくとも一部ネット局への裏送りで対応している。
東海地方では2019年まで、ZIP-FMが『RUN WITH THE WIND 長谷工グループ SPORTS SPECIAL THE ○○th ALL JAPAN INTER-UNIVERSITY EKIDEN CHAMPIONSHIP』というタイトルで中継。文化放送からの実況音声をベースに、独自のBGMを随所で挿入しながら放送していた。このため、通常編成では6:00 - 7:00に放送している生ワイド番組を8:00までに延長する一方で、13:00 - 17:00に放送している『ZIP HOT 100』を14:00 - 17:00に短縮。7:00 - 13:00の時間帯に放送しているレギュラー番組については、「サーフボードプログラム」と呼ばれる複数のミニ番組のみ、放送の時間帯を変更したうえで中継番組内に組み込んでいた。このような特別編成によって中継をおよそ30 - 40分中断していたため、文化放送もZIP-FM向けの飛び降りコメントを数回挿入。実況の終了後には、ZIP-FMのナビゲーターと中継に出演していた文化放送のアナウンサーが電話で大会を振り返るトークパートを独自に設けており、インフォメーション、タイムシグナルは全て省略されていた。しかし、経営危機に端を発する制作費削減の一環で通常編成に専念することを理由に、2020年からネット局を東海ラジオへ移行。同局では（東海地方向けのニュース・天気予報を挿入する時間帯を除いて）文化放送との同時ネットを実施するため、通常編成における日曜日のレギュラー番組については、休止するか翌週土曜日の振替放送で対応する。また、東海ラジオでは同時ネットの開始を機に、現職のアナウンサーから1名（2022年までは当時在職していた前野沙織→2023年は吉川秀樹→2024年は源石和輝）が出演。東海地方からの出場校や東海地方出身の選手に関する事前取材、当該校・選手の紹介、三重県内の中継点からのリポートを担当している。
文化放送は、当大会と並んで「大学三大駅伝」と称される大会（箱根駅伝と出雲駅伝）も中継しているため、「文化放送大学駅伝独り占め」というキャッチフレーズを当大会の中継にも使用。2010年まではBBQR（インターネットラジオ）で地上波向け中継のサイマル配信、2015年からは一時、スタジオからUstream経由で動画・音声ライブ配信を実施していた。radikoプレミアムでも、2015年から地上波向け中継のサイマル配信を実施していて、2019年まではZIP-FM・2020年からは東海ラジオでのネット分の音源も配信している。